# Attack on Titan
Attack on Titan (dt. „Angriff auf (den) Titan“; japanisch 進撃の巨人 Shingeki no Kyojin, deutsch ‚angreifender Riese‘) ist eine Manga-Serie des japanischen Mangaka Hajime Isayama, die auch als Anime umgesetzt wurde sowie mehrere Manga-Spin-offs und andere Umsetzungen erhielt. Das Werk ist in die Genres Action, Horror und Fantasy einzuordnen und gewann 2011 den Kōdansha-Manga-Preis in der Kategorie Shōnen.
Im deutschen Sprachraum werden der Manga seit März 2014 und der Anime seit Oktober 2016 unter dem Titel Attack on Titan veröffentlicht.

## Handlung
Die Handlung von Attack on Titan dreht sich um den jungen Eren Jäger, seine Adoptivschwester Mikasa Ackermann und seinen besten Freund Armin Arlert, die zusammen mit dem vermeintlich verbliebenen Rest der Menschheit innerhalb von mittelalterlich wirkenden Städten und Dörfern leben, die durch riesige Mauern vor den Angriffen der sogenannten Titanen, gigantischer humanoider Wesen, die Menschen scheinbar grundlos verschlingen, geschützt sind. Erst im Laufe der Geschichte erfahren die Figuren von der wahren Herkunft der Titanen und dem Verbleib der Menschheit hinter den Mauern und den Küsten ihrer Insel Paradis (パラディ).

### Innerhalb der Mauern (bis Kapitel 90)
Seit 107 Jahren bestehen die drei Frieden versprechenden konzentrischen Mauern bereits, bis eines Tages jedoch der Kolossale und der Gepanzerte Titan die äußerste Mauer Maria durchbrechen, woraufhin die Menschen weiter zurückgedrängt werden. Eren Jägers Mutter kommt dabei ums Leben und Eren flieht mit vielen anderen Menschen hinter die zweite Mauer Rose. Eren schwört beim Tod seiner Mutter, dass er alle Titanen auslöschen werde. Innerhalb der Mauern sterben viele Menschen sowohl durch die einsetzende Hungersnot als auch durch verzweifelte Versuche einer Rückeroberung der äußeren Mauer.
Zwei Jahre später tritt Eren dem Militär bei, wie auch seine Freunde Mikasa Ackermann und Armin Arlert. Eren hat dabei das Ziel, nach Abschluss seiner dreijährigen Ausbildung dem Aufklärungstrupp beizutreten. Kurz nach der Abschlusszeremonie seiner Ausbildung kommt es zu einem Angriff der Titanen auf den Mauerbezirk Trost. Eren wird beim Kampf, wie auch viele andere seiner Kameraden, von einem Titanen verschlungen. Doch bald darauf erscheint plötzlich ein Titan, der die anderen Titanen angreift. Es stellt sich heraus, dass es sich dabei um Eren handelt, der sich in einen Titanen verwandelt hat. Obwohl die Streitkräfte ihm zunächst mit großem Misstrauen begegnen, wird er später vom Militär gegen den Angriff eingesetzt. Nun kann erstmals mit einem erfolgreichen Gegenangriff zurückgeschlagen werden und die Mauer des Bezirks Trost anschließend mithilfe eines riesigen Felsbrockens versiegelt werden. Eren wird daraufhin zum Aufklärungstrupp versetzt, wo seine Fähigkeiten erforscht werden sollen, um mit den daraus gewonnenen Informationen die äußere Mauer zurückzuerobern. Mikasa und Armin folgen Eren zum Aufklärungstrupp, wo sie dem Hauptgefreiten Levi unterstellt werden.
Bald begibt sich der Aufklärungstrupp auf seine erste Mission mit Eren außerhalb der zweiten Mauer. Als vermeintliches Ziel wird Erens Heimatbezirk Shiganshina angegeben, wo in den Unterlagen seines Vaters, dem Arzt Grisha Jäger, Erkenntnisse über die Titanenherkunft erhofft werden. Doch unterwegs begegnen sie einem weiblichen Titanen, der gezielt Eren angreifen will und sich intelligent verhält. Diesen einzufangen ist jedoch das eigentliche Ziel der Mission, da es sich wahrscheinlich um einen Titanenwandler wie Eren handelt, der für eine Gruppe agiert, die die Armee infiltriert hat. 
Doch die Mission schlägt fehl und der Aufklärungstrupp kehrt geschlagen und mit vielen Verlusten zurück. Mit den gesammelten Informationen kann Armin allerdings die Identität des Titanenwandlers feststellen: Es handelt sich um die frühere Kameradin und jetzige Militärpolizistin Annie Leonhardt, der sie im Bezirk Stohess eine Falle stellen. In einem Kampf zwischen ihr und Eren als Titanen kann sie schließlich besiegt und in ihrer menschlichen Form, eingeschlossen in einem Kristall, gefangen genommen werden. Beim Kampf entstanden Risse in der innersten Mauer Sina, die einen Titanen zum Vorschein brachten. Hanji vom Aufklärungstrupp drängt Pastor Nick von der Mauerkirche zu mehr Informationen.
Kurz darauf werden Titanen, allen voran der sprechende Tiertitan, innerhalb der zweiten Mauer Rose gesichtet. Auf Levis und Hanjis Drängen erklärt Pastor Nick, dass die unscheinbare Christa Lenz mehr über die Geheimnisse der Mauern wisse. Eren, Mikasa, Armin und Hanji begeben sich daraufhin zur Burg Utgard nahe der Mauer, wo sich Christa mit weiteren Mitgliedern ihrer Rekrutengruppe befindet. Als sie von Titanen angegriffen werden, verwandelt sich die Soldatin Ymir zur allgemeinen Überraschung in den Kiefertitanen und beschützt so ihre Kameraden. Christa, mit der sie eine enge Beziehung hat, beschützt sie dabei besonders. Nach dem Kampf erklärt diese, dass sie in Wahrheit Historia Reiss, Nachkomme einer alten Adelsfamilie sei.
Trotz aller Anstrengungen kann der Aufklärungstrupp keinen Durchbruch in der Mauer Rose finden, wodurch das plötzliche Auftauchen neuer Titanen als seltsam erscheint. Nach langem Zögern reden Reiner und Berthold vertraulich mit Eren und erklären ihm, dass sie die Titanenwandler hinter dem Gepanzerten und dem Kolossalen Titanen sind, die damals den Titaneneinfall auf seine Heimatstadt ermöglicht haben. Sie bieten an, ihn in ihre Heimat mitzunehmen und dafür ihre Angriffe abzubrechen, doch Eren lehnt entschieden ab. In einem Kampf der Titanen werden Eren und Ymir von ihnen außerhalb der Mauer gefangen genommen, bis eine Spezialeinheit von Levi und Mikasa sie befreit. Während Ymir freiwillig mit Reiner und Berthold davongeht, ist Eren wütend und enttäuscht wegen seiner eigenen Machtlosigkeit und Naivität angesichts der Titanenwandler. Als er den Titanen, der seine Mutter fünf Jahre zuvor direkt vor seinen Augen fraß, im Kampf berührt, aktiviert er, ohne es zu wissen, erstmals die Mächte des Urtitanen und kann Reine Titanen nach seinem Willen kontrollieren.
Die Gefahr feindlicher Titanenwandler scheint fürs Erste gebannt, doch der Aufklärungstrupp wird nun von der Bevölkerung zunehmend als Gefahr und Geldverschwendung wahrgenommen, da die Militärpolizei Lügen verbreitet und Hetzkampagnen gegen sie führt. Durch die Befragung gefangener Polizisten kann Levis Spezialeinheit in Erfahrung bringen, dass ihr angeblicher König Fritz die Bevölkerung nur betrüge und die Familie Reiss die wahre Königsfamilie sei. Eren und Historia werden daraufhin von keinem Geringeren als ihrem Vater, Rod Reiss, gefangen genommen. Rod fordert von seiner Tochter sich mittels einer Spritze mit Titanen-Serum zu einem Reinen Titanen zu transformieren, Eren aufzufressen und auf diese Weise die Macht des Urtitanen an sich zu nehmen. Dieser gehörte der Reiss-Familie seit Jahrhunderten, bis Erens Vater Grisha Jäger große Teile der Familie tötete und den Urtitanen daraufhin an seinen Sohn vererbte. Als Historia sich dagegen entscheidet, ihren Freund und Kameraden zu töten, verwandelt Rod sich selbst in einen Abnormen Titanen und muss vom Aufklärungstrupp aufgehalten werden, wobei er es schafft sich eine Spritze des Titanen-Serums zu sichern. Intern gelingt es Dot Pixis und weiteren Streitkräften, die Korruption des falschen Königs aufzudecken und Historia als rechtmäßige Königin an die Macht zu bringen. Im Gegensatz zu vorherigen Königen möchte sie die Menschen nicht anlügen, sondern offenbart der Bevölkerung erstmals die Entdeckungen und Fortschritte des Militärs.
Durch die Lösung dieser internen Probleme kann sich der Aufklärungstrupp wieder seinem ursprünglichen Ziel, der Rückeroberung der Stadt Shiganshina, widmen. Dort angekommen kämpfen die Soldaten gegen den Gepanzerten, den Kolossalen, den Tier- und den Karrentitan, was mit zahlreichen Toden einhergeht, unter anderem dem des Kommandanten Erwin Smith. Armin und Eren stellen dem Kolossalen Titan eine Falle und können einen geschwächten Berthold aus dessen Körper ziehen, doch Armin wird dabei tödlich verletzt. Der Tiertitan kann einem Tod durch Levis Klinge nur knapp entkommen und offenbart sich als jemand, der Erens Vater kannte. Schlussendlich ziehen sich die verbliebenen Feinde zurück und Eren schließt die Öffnung der Mauer Maria. Armin wird durch das verbleibende Titanen-Serum wiederbelebt und verschlingt Berthold, wodurch er die Kräfte des Kolossalen Titanen erlangt. Der deutlich dezimierte Aufklärungstrupp betritt den Keller von Erens Haus, wo sich geheime Informationen seines Vaters Grisha befinden sollen.
In den dort liegenden Büchern findet die Gruppe Notizen über Grishas Leben, die Menschheit hinter den Mauern und die Titanen. Grisha war ein Eldia im Land der Marley, das er nach der ungerechten Tötung seiner jungen Schwester zutiefst verachtete. Da die Eldia die Macht der Titanen angeblich für Jahrhunderte missbraucht hätten, werden sie in Marley unterdrückt und missachtet. Diese Erklärung lehnte Grisha aber ab und schloss sich einer Widerstandsorganisation gegen Marley an. Er heiratete eine Nachkommin der eldischen Königsfamilie Fritz und hatte einen Sohn namens Zeke mit ihr, der seine Eltern allerdings einige Jahre später an die Behörden verriet. Wie viele ungewünschte Eldia sollte er in einen Reinen Titanen verwandelt und als Kriegsmittel auf die Insel Paradis geschickt werden, wo Menschen innerhalb der drei Mauern leben. Doch Grishas Mitstreiter Eren Kruger übergab ihm die Kraft des Attackierenden Titanen mit der Bitte, den Urtitanen zu stehlen, um die Eldia zu schützen. Grisha fing ein neues Leben innerhalb der Mauern an und gründete bald eine Familie, zu der Eren und Mikasa gehören. Am Tag des ersten Mauersturzes erfüllte er Krugers Wunsch und Grisha stahl den Urtitanen von der Familie Reiss. Dieser, wie auch der Attackierende Titan, leben nun in Eren Jäger. Die Soldaten des Aufklärungstrupps entdecken daraufhin zum ersten Mal die Grenzen der Insel Paradis und den Ozean, hinter dem sich Marley und der Rest der Menschheit verbirgt. Eren erwägt, wenn nötig alle Feinde zu töten, um endlich frei zu sein.

### Entdeckung der Außenwelt (ab Kapitel 91)
Nach dem Berühren von Königin Historias Hand wirkt Eren wie ausgetauscht. Nach Gesprächen mit der ehemaligen Marley-Soldatin Yelena verlässt er auf eigene Faust die Insel und infiltriert das Land Marley, das in dieser Zeit zahlreiche Kriege zur Gewinnung von Ressourcen und Land kämpft. Auf Paradis werden währenddessen alle verbliebenen Reinen Titanen getötet, zuvor unbelebte Gebiete erschlossen und erste Kontakte mit der Außenwelt geknüpft. Durch übergelaufene Soldaten der feindlichen Flotte erhält der Aufklärungstrupp wichtige Informationen zum Leben in Marley und der modernen Technologie. Eren lässt sich in der Stadt Rebellio nieder, wo er mit seinem Bruder Zeke in Kontakt tritt und Briefe zum Planen eines Angriffs nach Hause schickt.
Nach vier Jahren versammelt sich das Militär Marleys zur Kriegserklärung an die Eldia von Paradis und den Urtitanen Eren Jäger, der diesen Zeitpunkt nur abgewartet hat und einen Überraschungsangriff initiiert. Mit Hilfe der Soldaten aus Paradis kann er die wichtigsten Politiker ausschalten und enormen Sachschaden verursachen, doch Eren nimmt dabei auch den Tod zahlreicher Zivilisten in Kauf. Der Kampf gegen marleysche Titanenwandler erweist sich als schwieriger als gedacht, doch Eren schafft es durch eine List, die Trägerin des Kriegshammertitanen zu fressen und neue Titanenkräfte zu erlangen. Mit diesen Erfolgen wollen sich die Anti-Marley-Soldaten und die Jäger-Brüder mit einem Luftschiff zurückziehen, doch die junge Kriegerin Gabi Braun klettert auf dieses und tötet die erfahrene und geschätzte Soldatin Sasha Braus, woraufhin Eren nur lacht. Gabi und ihr Freund Falco Grice werden allerdings mit auf Paradis genommen, wo sie ihrer Gefangenschaft bald entkommen und von Sashas Familie freundlich aufgenommen werden.
Wegen seiner gefährlichen Kräfte und unvorhersehbaren Natur wird Eren vom Aufklärungstrupp nun temporär gefangen gehalten. Als Teil eines Staatsstreiches wird Darius Zackly, de facto das Staatsoberhaupt, durch einen Bombenanschlag getötet, während Eren mit Titanenkräften aus seiner Zelle entkommen kann. Hinter dem Anschlag stecken die Jägeristen, eine militante Gruppe von Verehrern Eren Jägers, angeführt von Flocke Forster. Ihr Ziel ist es, Eren zu Zeke zu bringen, dessen königliches Blut das gesamte Potenzial des Urtitanen entfachen kann. Eren trifft sich ein letztes Mal mit Armin und Mikasa, die er wegen ihrer mangelnden Freiheit und Selbstbestimmung erniedrigt: Armin werde von seinem Titanenvorgänger Berthold kontrolliert und Mikasa sei als Ackermann genetisch dazu verpflichtet, einem Beschützer zu dienen. Sashas Vater erfährt von Gabis Mord an seiner Tochter, doch er lässt sie gehen, um den Kreislauf der Rache nicht fortzuführen.
Zeke Jäger wird von Levis Spezialeinheit gefangen gehalten und verhört, wobei er die Meinung vertritt, für das Wohl der Menschheit müsse das Volk der Eldia sterilisiert werden, womit auch die destruktive Titanenkraft aus der Welt verschwinden würde. Dank eines mit Titanen-Serum gemischten Weines verwandelt er fast alle Soldaten in seiner Umgebung in Reine Titanen, kann dem wütenden Levi aber trotzdem nur knapp entkommen. Mittlerweile sind marleysche Soldaten und Titanenwandler auf Paradis angekommen und fordern Eren zum Kampf heraus. Mit dem Auftreten Zekes, der Wiedervereinigung des Urtitanen und einem Nachkommen der Königsfamilie, wird die Koordinate, Verbindungsstück zwischen allen lebenden Eldia, aktiviert.
Eren und Zeke finden sich nun in den sogenannten Pfaden (道, Michi) wieder, wo die erste Titanenwandlerin Ymir Fritz seit Jahrhunderten lebt und der Königsfamilie dient. Bevor Zeke mit seinem Plan der Sterilisation voranschreitet, möchte er Eren aufzeigen, wie ihr Vater sie für seine Zwecke missbraucht habe. Dabei merkt er allerdings, dass nicht Grisha, sondern Eren selbst für dessen Taten und die fast vollständige Auslöschung der Familie Reiss verantwortlich ist, da er als Attackierender Titan auf die Vergangenheit und Zukunft zugreifen konnte. Eren geht auf Ymir zu und beginnt zu erklären, dass sie der Königsfamilie nicht mehr gehorchen muss und ihre Entscheidungen frei treffen kann. Er gewinnt schlussendlich ihre Gunst und kann damit die vollständige Form des Urtitanen annehmen sowie die Kolossalen Titanen innerhalb der Mauer frei kontrollieren, womit er die Walze (地鳴らし, Jinarashi), einen riesigen Angriff auf die restliche Welt, beginnt.

### Wichtige Elemente

#### Titanen
Die Titanen, riesige humanoide Wesen, sind die Antagonisten der Serie. Sie erschienen ungefähr einhundert Jahre vor Einsetzen der Handlungen und trieben die Menschheit damals an den Rand der Vernichtung. Dabei scheinen die Titanen keine anderen Ziele als das instinktive Verschlingen von Menschen zu verfolgen, wobei andere Lebewesen von ihnen ignoriert werden. Allerdings dienen ihnen die Menschen nicht als Nahrung, da sie kein Verdauungssystem besitzen.
Bei den Titanen hinter den Mauern handelt es sich um Reine Titanen (無垢の巨人, Muku no Kyojin), die eine Körpergröße von 3 bis 15 Metern besitzen und deren einziges Ziel das Fressen von Menschen ist. Untereinander gibt es kleinere Unterschiede, doch insgesamt agieren Reine Titanen vorhersehbar und ohne feststellbare Intelligenz. Sie besitzen zudem keinerlei Fortpflanzungsorgane, und ihre Herkunft ist den Menschen zuerst vollkommen unbekannt. Sie haben eine sehr widerstandsfähige Haut, und jede ihnen zugefügte Wunde heilt auf Grund ihrer enormen regenerativen Fähigkeiten in kürzester Zeit. Ihr einziger Schwachpunkt befindet sich in ihrem Nacken. Auf Grund dieser Schwachstelle entwickelten die Menschen die so genannte „3D-Manöver-Ausrüstung“, die es ihnen erlaubt, diese zu erreichen und zu attackieren. Unter den Reinen Titanen gibt es zudem die sogenannten Abnormen Titanen (奇行種の巨人, Kikō-shu no Kyojin), die durch physische Verformungen oder seltsame Verhaltensmuster auffallen. Sie zeigen beispielsweise kein Interesse am Fressen von Menschen und weisen erste Anzeichen von menschlicher Sprache und Intelligenz auf.
Noch wichtiger sind die Neun Titanen (九つの巨人, Kokonotsu no Kyojin), die Abspaltungen des ersten Titanen von Ymir Fritz. Ihre Macht kann von Titanenwandlern gezielt eingesetzt werden, indem sie sich verletzen und in den jeweiligen Titanen verwandeln. Durch das Fressen eines Titanenwandlers werden der Titan sowie dessen Erinnerungen an einen neuen Besitzer weitergegeben. Titanenwandler leben jedoch maximal 13 Jahre, und wenn sie nicht gefressen werden, geht ihre Kraft in ein neugeborenes Kind über. Eine Liste der Neun Titanen und ihrer Besitzer:
- Der Urtitan (始祖の巨人, Shiso no Kyojin), von Marley auch Koordinate (座標, Zahyo) genannt, ist der älteste und stärkste der Titanen. Er verbindet alle Nachkommen Ymirs und kann von der Königsfamilie benutzt werden, um deren Gedanken zu manipulieren. Mit seinem Schrei (叫び, Sakebi) kann er Reine Titanen kontrollieren. Grisha Jäger stahl ihn von der Königsfamilie Reiss und vererbte den Titanen an seinen Sohn Eren.
- Der Attackierende Titan (進撃の巨人, Shingeki no Kyojin) kann die Erinnerungen aller vergangenen und zukünftigen Titanen seiner Art sehen. Grisha bekam ihn von seinem Mitstreiter Eren Kruger und vererbte auch diesen Titanen an seinen Sohn.
- Der Kolossale Titan (超大型の巨人, Chō ōgata Kyojin) erreichte als erster Titan mit einer Größe von 60 Metern die Mauern von Shiganshina. Nach dem Tod Berthold Fubars bei der Schlacht um Shiganshina übernahm Armin die Kontrolle über den Titanen.
- Der Gepanzerte Titan (鎧の巨人, Yoroi no Kyojin) kann seinen Körper beliebig härten, wodurch er Mauern zerbrechen und verteidigen kann. Er gehört Reiner Braun.
- Der Weibliche Titan (女型の巨人, Megata no Kyojin) ist schnell, agil und stark. Er kann seinen Körper kurzzeitig härten und Reine Titanen zu sich rufen. Er gehört Annie Leonhardt.
- Der Tiertitan (獣の巨人, Kemono no Kyojin) hat kein menschliches, sondern ein auf Tieren basiertes Aussehen. Sein momentaner Träger Zeke Jäger nimmt die Form eines Affen an und wirft Steine als primäre Angriffsmethode. Auch in seiner Titanenform kann der Tiertitan sprechen.
- Der Kiefertitan (顎の巨人, Agito no Kyojin) hat einen Kiefer mit gewaltiger Bisskraft, was ihn zu einem wichtigen offensiven Kampfmittel macht. Er hatte in kurzer Zeit viele Träger, darunter Ymir sowie die Marley-Krieger Marcel und Porco Galliard. Letzterer übergab die Kraft des Kiefertitanen an den jungen Falco Grice.
- Der Karrentitan (車力の巨人, Shariki no Kyojin) läuft auf vier Beinen und kann mit Gepäck oder Waffen beladen werden, was ihn zu einem strategischen Titanen macht. Ähnlich wie der Tiertitan kann er sprechen. Er gehört der Marley-Kriegerin Piek Finger.
- Der Kriegshammertitan (戦槌の巨人, Setsui no Kyojin) besitzt einen stählernen Körper, aus dem der Träger Waffen formen kann. Er wurde lange in der wohlhabenden Tybur-Familie in Marley vererbt, bis Eren Jäger den Titanen an sich riss.

#### Menschliche Streitkräfte
Das Militär von Paradis unterteilt sich in drei verschiedene Divisionen:
- Die Mauergarnison (駐屯兵団, Chūton Heidan) schützt die Städte und ihre Bewohner innerhalb der Mauern bei einem Angriff der Titanen. Sie bildet die erste Verteidigungslinie und ist zudem für die Verteidigung und die Verstärkung der Mauern zuständig.
  - Das Ausbildungs-Armeekorps (訓練兵団, Kunren Heidan) kümmert sich um die Ausbildung der Rekruten und ist keine eigenständige Division, sondern der Mauergarnison untergeordnet.
- Der Aufklärungstrupp (調査兵団, Chōsa Heidan) agiert außerhalb der Mauern. Seine Hauptaufgabe ist das Erforschen der Titanen, ihrer Ziele und Herkunft sowie das Auskundschaften von unbekanntem Gelände. Daher ist der Aufklärungstrupp üblicherweise die einzige Gattung, die mit den Titanen in Kontakt kommt und diese aktiv bekämpfen muss. Von den Expeditionen des Aufklärungstrupps kehrt im Durchschnitt nur die Hälfte zurück.
- Die Militärpolizei (憲兵団, Kempeidan) regelt und sichert die öffentliche Ordnung innerhalb der menschlichen Gebiete und operiert somit am weitesten entfernt von den Titanen. Nur den zehn besten Rekruten pro Trainingseinheit ist der Beitritt sofort nach dem Abschluss der Grundausbildung erlaubt, da dieser Posten die höchste Autorität genießt.

Da die Menschen deutlich kleiner und schwächer als die meisten Titanen sind, konzentrieren sich die Strategien der menschlichen Streitkräfte auf das Verlangsamen ihrer Gegner durch Barrikaden und Geschütze.
Zur gezielten Tötung eines Titanen bedarf es der Verwundung seines Nackens. Um diese Schwachstelle zu erreichen, nutzen die Streitkräfte „3D-Manöver-Apparate“. Diese bestehen aus einem Geschirr, welches mit Greifhaken an Drahtseilen sowie einem gasbetriebenen Antriebssystem versehen ist. Diese Komponenten erlauben es den Menschen, sich im Kampf gegen die Titanen schnell und wendig um diese herum zu bewegen. Die Anwendung erfordert allerdings große Geschicklichkeit und körperliche Belastbarkeit. Um die Haut der Titanen zu durchdringen, werden speziell gehärtete Stahlklingen verwendet.

#### Territorium und Mauern

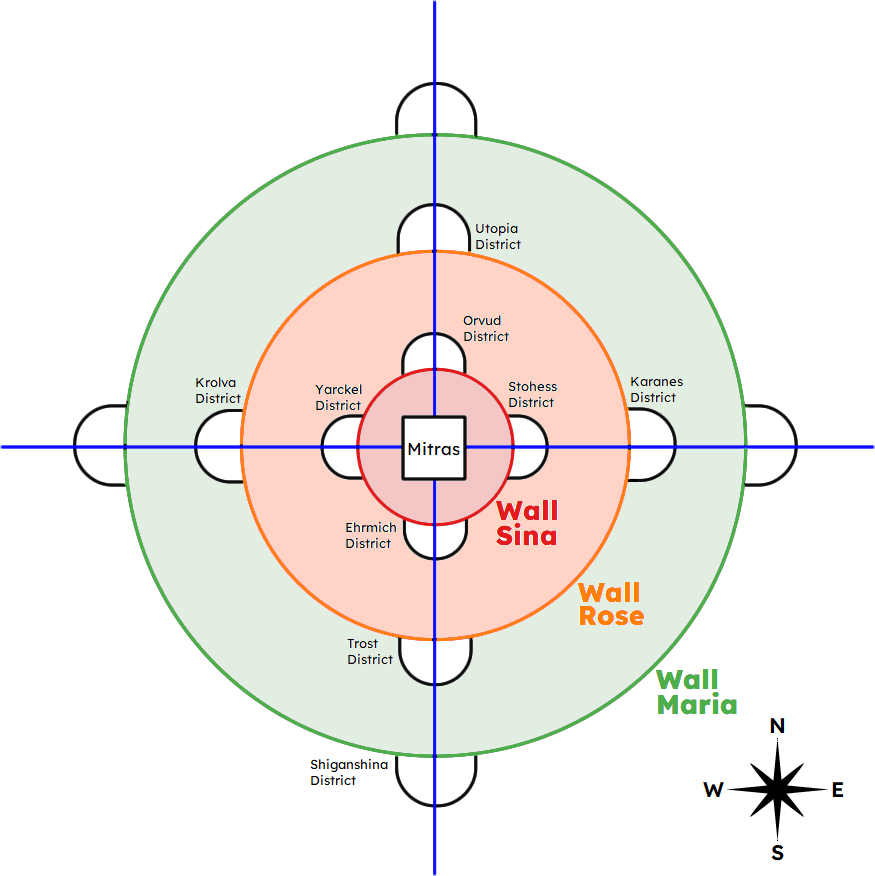
Karte der bekannten Mauern und Distrikte

Das bewohnte Gebiet auf Paradis wird vollständig von den drei riesigen Mauern Maria, Rose und Sina umgeben, die allesamt ca. 50 Meter hoch und 10 Meter dick sind. Die äußerste Mauer Maria hat einen Umfang von 3200 km, womit das menschliche Gebiet erst auf 720.000 km² (die doppelte Fläche Deutschlands) und nach dem Fall der äußersten Mauer auf etwas mehr als die Hälfte reduziert wurde. Im Anime wird für Sina ein Radius von etwa 250 km, für Rose von etwa 380 km und für Maria von etwa 480 km (d. h. etwa 3000 km Umfang) gegeben. Sie sind mit Kanonen und anderen Verteidigungsmöglichkeiten ausgestattet, einzige Schwachstelle bilden die Tore, die die jeweiligen Bereiche verbinden. Da die Bevölkerung etwa in der Größenordnung von einer Million liegt, haben sie nicht die Ressourcen, um die komplette Mauer zu bemannen und zu verteidigen, weswegen sich die größeren Städte in je vier pro Mauer separat geschützte Ausbuchtungen befinden, die auch dazu dienen, die Angriffe der Titanen auf diese Bereiche zu konzentrieren. Herkunft und Bauweise der Mauern ist der Allgemeinheit unbekannt, was auch daran liegt, dass sie als einziger Schutz der Menschheit zentraler Verehrungsgegenstand der „Mauerkirche“ (ウォール教, Wōru-kyō) sind, die jegliche näheren Untersuchungen oder Veränderungen verhindert.

## Charaktere

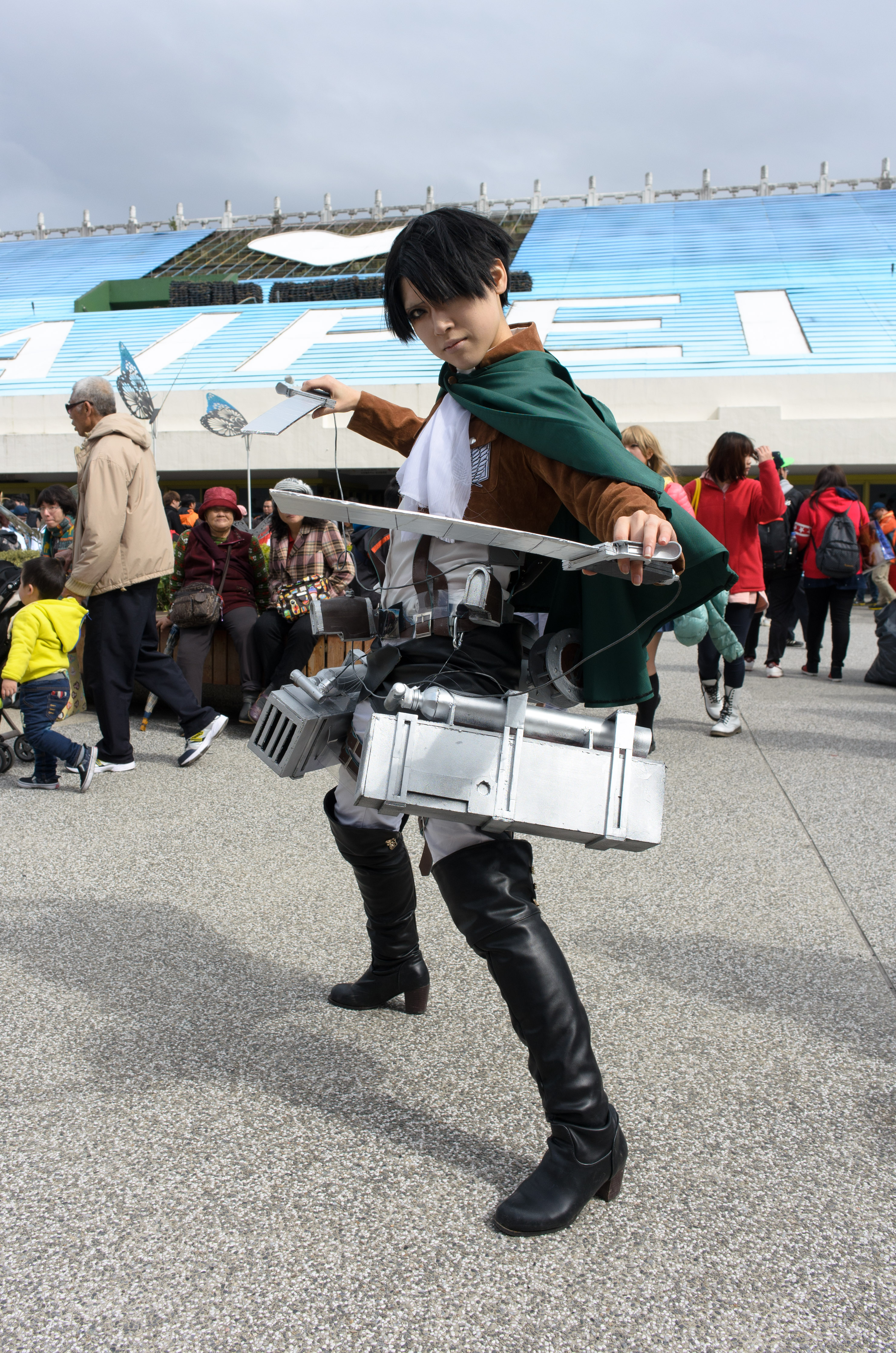
Cosplayer als Levi

Anmerkung: Aufgrund unterschiedlich möglicher Umschriften der japanischen Namen sind jeweils zwei Varianten angegeben. Die erste wird dabei im deutschen Manga verwendet und die letztere im US-Manga mit Absegnung durch Hajime Isayama.

### Schlüsselfiguren
Eren Jäger / Eren Yeager (エレン・イェーガー, Eren Yēgā)
Eren Jäger, ein impulsiver, idealistischer junger Mann, ist der Protagonist der Serie. Er schwor auf den Tod seiner Mutter, die Titanen auszurotten und die Außenwelt zu erkunden. Als kleiner Junge tötete er zwei Kriminelle, die kurz zuvor Mikasas Eltern getötet hatten, und bewegte dann sie dazu, den verbliebenen dritten Kriminellen zu töten, als dieser Eren angriff.
Zu Beginn der Handlung erleben Eren, Mikasa und ihr gemeinsamer Freund Armin den ersten Angriff durch Titanen seit hundert Jahren. Dabei muss Eren mitansehen, wie seine Mutter von einem Titanen gefressen wird. Dieses Ereignis bewegt Eren dazu, sich zusammen mit Mikasa und Armin dem Militär und schließlich dem Aufklärungstrupp anzuschließen. Eren hat den Attackierenden und den Urtitanen von seinem Vater geerbt und benutzt diese, um sein endgültiges Ziel der Freiheit zu erreichen.
Mikasa Ackermann / Mikasa Ackerman (ミカサ・アッカーマン, Mikasa Akkāman)
Nachdem ihre Eltern von Menschenhändlern getötet worden sind und sie von Eren gerettet wurde, adoptiert die Jäger-Familie Mikasa. Aufgrund ihrer Vergangenheit ist sie sehr besorgt um Erens Sicherheit und versucht ihn in jeder Situation zu beschützen. Sie schloss die Militärakademie als Klassenbeste ab und gilt als beispielloses Talent und ausgezeichnete Kämpferin, die stets ihre Ruhe bewahrt. Während sie väterlicherseits vom Ackermann-Clan abstammt, war ihre Mutter die letzte bekannte Vertreterin der asiatischen Azumabito-Familie (アズマビト家, Azimabito-ke) auf Paradis.
Armin Arlert (アルミン・アルレルト, Arumin Arureruto)
Armin ist Erens und Mikasas bester Freund und Kamerad beim Aufklärungstrupp. Seit seiner Kindheit hat er den Traum, die Welt hinter den Mauern zu entdecken. Er ist körperlich und seelisch eher schwach und obwohl er seine Freunde durch sein überdurchschnittlich hohes taktisches Verständnis schon öfters retten konnte, leidet er an mangelndem Selbstbewusstsein und hält sich für unfähig und zu sehr von anderen abhängig. Als er beim Kampf gegen die feindlichen Titanwandler kurz vorm Sterben lag, wurde er mit einer Spritze in einen Titanen verwandelt und aß Berthold, um zu einem Titanwandler zu werden. Er besitzt aktuell die Kraft des Kolossalen Titanen.
Christa Renz / Krista Lenz (クリスタ・レンズ, Kurisuta Renzu) bzw. Historia Reiss (ヒストリア・レイス, Hisutoria Reisu)
Christa war die zehntbeste des Jahrgangs in ihrer Ausbildungseinheit. Sie wird als zurückhaltend und attraktiv beschrieben. Tatsächlich ist sie die uneheliche Tochter des Oberhaupts und somit Thronfolgerin der Königsfamilie Reiss, die fast komplett durch Grisha Jäger ausgelöscht wurde. Entgegen den Forderungen ihres Vaters Rod Reiss stellt sie sich nicht gegen Eren Jäger, dessen Urtitanen sie erlangen sollte, und widersetzt sich ihrem Vater im Kampf. Nach der Entmachtung des falschen Königs Fritz wird sie zur rechtmäßigen Königin innerhalb der Mauern ernannt.
Reiner Braun (ライナー・ブラウン, Rainā Buraun)
Reiner gehört zur unterdrückten Eldia-Minderheit in Marley, weswegen er sich und seiner Mutter durch seinen Dienst in der Armee etwas Respekt verschaffen will. Er wird Teil der Kriegereinheit aus Titanenwandlern und führt mit Annie und Berthold mehrere Angriffe auf Paradis aus, um den Urtitanen nach Marley zu bringen, was jedoch nicht gelingt. Zwischen ihm und Eren entsteht eine sehr komplexe persönliche Rivalität. Nach der Aktivierung der Walze durch Erens Urtitan schließt er sich mit einigen früheren Gegnern der Allianz an, um Eren endgültig aufzuhalten.
Grisha Jäger (グリシャ・イェーガー, Gurisha Yēgā)
Grisha Jäger war Erens Vater, Carlas Ehemann und Mikasas Adoptivvater. Er stammt ursprünglich vom Festland und wuchs dort in einem eldischen Ghetto auf. Seine jüngere Schwester Fay wurde von marleyschen Soldaten im Alter von acht Jahren ermordet, nachdem sie aus dem Ghetto ausgebüxt sind. Später wurde Grisha Arzt, schließlich jedoch von Grice für die Eldische Widerstandsbewegung angeworben. Während dieser Zeit lernt er seine erste Frau, Dina Fritz, kennen und zeugt mit ihr einen Sohn, Zeke. Letzterer verrät die Mitgliedschaft seiner Eltern im Widerstand an die marleyschen Behörden, die sie festnehmen und auf die Insel Paradis, dem Haupthandlungsort, verbannen. Grisha ist Besitzer des Attackierenden Titanen und später auch des Ur-Titanen. Diesen erhält er nur, da er über die Fähigkeit des Attackierenden Titanen aus der Zukunft von seinem Sohn und Erben seiner Titanen Eren manipuliert wird.
Zeke Jäger (ジーク・イェーガー, Jīku Yēgā)
Zeke ist Erens älterer Halbbruder und der Sohn von Grisha und Dina Jäger (geb. Fritz). Er ist ein Titanenwandler und Halter des Tier-Titanen. Seine Eltern sahen in ihm die Hoffnung Eldias. Jedoch verriet er seine Eltern bereits im Kindesalter an die Marley und wurde zu einem Krieger und Erbe des Tier-Titanen. Nach der Schlacht zur Rückeroberung von Shiganshina, in der er Levi vom Aufklärungstrupp nur knapp entkommt, sagt er zu Eren, er würde ihn eines Tages retten. Dass er adliger Abstammung ist, verheimlicht er der Armee der Marley, in der er den Posten des Kriegerhäuptlings einnimmt. Nachdem er einen Donnerspeer zündet, welcher seinen kompletten Körper zerstört, wird dieser von der Urahnin Ymir wiederhergestellt. Sein Ziel ist es, Frieden zu schaffen, indem die Eldia keine Kinder mehr bekommen können und somit aussterben. Nachdem Eren zum Ur-Titanen wurde, ist er in der Koordinate gefangen.
Ymir Fritz (ユミル・フリッツ, Yumiru Furittsu)
Ymir Fritz lebte etwa 2000 Jahre vor Beginn der Handlung als Sklavin des Königs der Eldia, wo sie missbraucht und gejagt wurde. Zufällig stieß sie auf einen magischen Brunnen, der ihr die Kräfte der Titanen verlieh. Nachdem sie den Eldia 13 Jahre lang treu gedient und ihre Gegner in Marley bekämpft hatte, wurde sie getötet und zu den Pfaden gebracht. Von dort gehorcht sie weiterhin den Befehlen der Königsfamilie und stellt ihnen die Kräfte der Titanen zur Verfügung. Eren Jäger schlägt ihr hingegen vor, dass sie niemandem gehorchen muss und ihre Macht frei benutzen kann.
Ymirs Name und Hintergründe sind von der mythologischen Figur Ymir, dem Riesen und ersten Lebewesen des germanischen Schöpfungsmythos, inspiriert.

### Militär von Paradis
Levi Ackermann / Levi Ackerman (リヴァイ・アッカーマン, Rivai Akkāman)
Levi gilt als stärkster Kämpfer der Menschheit und leitet eine Spezialeinheit (特別作戦班, tokubetsu sakusenhan, „Sonderstrategieeinheit“ bzw. リヴァイ班, Rivai-han, „Einheit Levi“) im Aufklärungstrupp, dem die gefährlichsten Missionen anvertraut werden. Er zeigt bloß selten Emotionen und hat einen Sauberkeitstick. Sein Charakter ist sehr kalt, aufgrund seiner traurigen Kindheit im Untergrund. Als Zeke und er allein waren, zündet dieser einen Donnerspeer, wobei Levi schwer verletzt wird.
Levis Aussehen basiert auf der Figur Rorschach aus der „Graphic Novel“ Watchmen und sein Name ist dem Dokumentarfilm Jesus Camp entnommen.
Erwin Smith (エルヴィン・スミス, Eruvin Sumisu)
Erwin war der 13. Kommandant des Aufklärungstrupps. Erwin ist der erste und bisher einzige Kommandant des Aufklärungstrupps, der zum Kommandanten ernannt wurde, während der Vorgänger noch lebt. Er kommt beim Kampf gegen den Tier-Titan in Shiganshina ums Leben.
Jean Kirschstein / Jean Kirstein (ジャン・キルシュタイン, Jan Kirushutain)
Jean war der sechstbeste des Jahrgangs. Jean ist sehr direkt und hat einen opportunistischen Charakter, was ihn oft in Streitigkeiten mit dem idealistischen Eren bringt. Er schließt sich nach Abschluss der sicheren Militärpolizei an, wechselt nach dem Tod eines guten Freundes jedoch zum Aufklärungstrupp.
Connie Springer (コニー・スプリンガー, Konī Supuringā)
Connie war der achtbeste des Jahrgangs und hat ein sehr umgängliches Wesen. Sein Heimatdorf Ragako wird im Laufe der Handlung angenommen von den Titanen ausgelöscht worden zu sein, wie sich später jedoch herausstellt, sind alle Bewohner seines Dorfes inklusive seiner Familie durch den Tier-Titan in Titanen verwandelt worden.
Flocke Forster (フロック・フォルスター, Furokku Forusutā)
Flocke war ebenso in der 104. Trainingseinheit, allerdings nicht im selben Gebiet wie Eren. Er tritt dem Aufklärungstrupp bei und beteiligt sich gnadenlos beim Angriff auf Rebellio. Nach Erens Gefangennahme wird er der inoffizielle Anführer der Jägeristen und spielt eine zentrale Rolle bei den Anschlägen an Darius Zackly sowie der Suche nach Zeke Jäger. Nachdem er sein Ziel erreicht und Eren die Walze begonnen hat, wird er von einer Allianz gegen die Jägeristen gejagt und von Mikasa getötet.
Sasha Braus / Sasha Blouse (サシャ・ブラウス, Sasha Burausu)
Sasha war die neuntbeste des Jahrgangs, die häufig essend zu sehen ist, was daher rührt, dass sie aus einer Jägersfamilie aus einer Gegend mit wenig Nahrungsangebot kommt. Als Jägerin ist sie jedoch eine sehr gute Bogenschützin. Nach dem Angriff auf die Marley wird sie im Luftschiff von Gabi Braun erschossen.
Ymir (ユミル, Yumiru)
Ymir ist ebenfalls aus der 104. Trainingseinheit und half ihrer Freundin Christa dabei, in die Top-10 ihrer Trainingseinheit zu kommen. Wie Christa wählt sie nach der Ausbildung den Aufklärungstrupp. Nachdem der Weibliche Titan in Trost aufgehalten wurde, tauchen weitere Titanen innerhalb der Mauer Rose auf. Um Christa und weitere Personen ihrer Truppe zu schützen, verwandelt sie sich auf Burg Utgard in einen Titan und bekämpft die anderen Titanen. Später wird sie von Berthold und Reiner entführt beziehungsweise opfert sich für ihre geliebte Historia. Weiterhin hat sie ihre Wandlerfähigkeiten erlangt, indem sie als Reiner Titan den Marley-Krieger Marcel Galliard fraß, welcher mit Reiner, Berthold und Annie kurz davor war, die Mauern zu zerstören. Nach ihrer Entführung stirbt sie, weil ihre Kräfte des Kiefertitanen an Porco Galliard weitergegeben werden.
Keith Shadis (キース・シャーディス, Kīsu Shādisu)
Keith Shadis ist der 12. Kommandant des Aufklärungstrupps und Erwin Smiths Vorgänger. Er gab selber seinen Platz im Aufklärungstrupp auf und wurde zum Ausbilder im Ausbildungs-Armeekorps und trainierte dabei auch die 104. Trainingseinheit. Er war ein guter Freund Grishas und entdeckte ihn 20 Jahre vor der Haupthandlung außerhalb der Mauern umherirren. Er war in Carla, Grishas spätere Ehefrau, verliebt, konnte dies ihr aber nie sagen. Keith stirbt im Kampf gegen die Jägeristen.
Dot Pixis (ドット・ピクシス, Dotto Pikushisu)
Dot Pixis ist der Kommandant der Mauergarnison des südlichen Territoriums. Er half bei der Enttarnung des falschen Königs und wurde nach dem Tod von Darius Zackly zum Staatsoberhaupt von Paradis ernannt. Durch Zekes genmodifizierten Wein wurde er in einen Reinen Titanen verwandelt und getötet.
Marco Bott (マルコ・ボット, Maruko Botto)
Marco war der siebtbeste des 104. Jahrgangs. Er starb während der Schlacht um Trost. Dieses Ereignis brachte Jean dazu, dem Aufklärungstrupp beizutreten. In Kapitel 77 des Manga und Folge 52 des Anime ist zu erfahren, dass Marco Reiner und Berthold belauschte, als diese darüber sprechen, die Mauern erneut zu zerstören. Marco wird dabei ertappt und scheitert mit seinem Versuch, sich herauszureden. Zusammen mit Annie entwenden Reiner und Berthold die Ausrüstung von Marco, sodass dieser nicht vor einem nahenden Titanen flüchten kann und gegessen wird.
Hanji Zoe / Hange Zoë (ハンジ・ゾエ, Hanji Zoe)
Hanji ist ein führendes Mitglied des Aufklärungstrupps und untersucht die Titanen wissenschaftlich. Sie ist nach Erwins Tod zur 14. Kommandantin des Aufklärungstrupps ernannt worden.

### Militär von Marley
Annie Leonhardt / Annie Leonhart (アニ・レオンハート, Ani Reonhāto)
Marley-Kriegerin Annie bekommt die Mission, mit Reiner und Berthold die Mauern von Paradis zu zerstören und das Militär zu infiltrieren. Sie hat ein stoisches Wesen. Sie ist zudem eine Expertin im unbewaffneten Nahkampf, den sie später auch Eren beibrachte. Sie kann sich wie Eren in einen Titanen verwandeln, genauer gesagt den Weiblichen Titan. In einem erbitterten Kampf kann Eren sie besiegen. Annie versiegelt sich nach ihrer Niederlage in einem diamantenähnlichen Kristall, der nicht zu durchdringen ist. Wie sich herausstellte, brachte sie die beiden gefangenen Titanen Sonny und Bean um, die von Hanji gefoltert wurden. Da Annie wusste, dass die Titanen früher Menschen waren, erlöste sie die beiden aus Mitleid aus ihren Qualen. Annie bleibt vier Jahre in ihrem Kristall gefangen, bis Eren mit der Macht des Ur-Titanen alle Verhärtungen löst.
Berthold Fubar / Bertolt Hoover (ベルトルト・フーバー, Berutoruto Fūbā)
Berthold erbte als Marley-Krieger den Kolossalen Titan und begann den Angriff auf die Mauern von Shiganshina, woraufhin er mit Reiner und Berhold in der Gesellschaft untertauchte und dem Militär beitrat. Berthold war der drittbeste des Jahrgangs. Er ist anderen gegenüber distanziert und meist mit Reiner anzutreffen und ist in Annie verliebt gewesen. Als der Aufklärungstrupp ihn als Titanwandler und Feind identifiziert, kann er zunächst mit Reiner und Ymir als Gefangene fliehen. Doch als Zeke, Reiner und Berthold in der Schlacht von Shiganshina versuchen, Eren zu entführen, ist seine Seite unterlegen. Er wird von Armin gefressen und verliert damit seine Titanenkraft an ihn.
Theo Magath (テオ・マガト, Teo Magato)
Theo Magath ist ein hochrangiger General der marleyschen Armee und wird nach Erens Angriff auf Rebellio zum Anführer des gesamten Militärs. Unter seiner Führung entstanden qualitative Anti-Titanen-Geschosse, die beispielsweise den Tiertitanen stark verletzten. Nach dem Beginn von Erens Walze wird er Teil der Allianz gegen die Jägeristen und verbündet sich mit Keith Shadis.
Porco Galliard (ポルコガリアード, Poruko Gariādo)
Porco ist der Bruder des ehemaligen Kiefertitanen und Marley-Kriegers Marcel Galliard, der von Ymir auf Paradis gefressen wurde. Nach Ymirs Gefangennahme kann Porco den Kiefertitanen von ihr nehmen und das Vermächtnis seines Bruders fortsetzen. Im Kampf gegen Eren und Zeke Jäger lässt er sich von Falco, der in einen Reinen Titanen verwandelt wurde, fressen.
Pieck Finger (ピーク・フィンガー, Pīku Fingā)
Pieck ist eine Marley-Kriegerin, der wegen ihres scharfen Verstandes der taktische Karrentitan zugewiesen wurde. Sie verteidigt ihre Heimatstadt Rebellio gegen die Angriffe von Paradis.
Falco Grice (ファルコ・グライス, Faruko Guraisu)
Falco gehört zur Nachwuchseinheit der Marley-Krieger und möchte den Gepanzerten Titanen erben, um seine geliebte Gabi vor einem frühen Tod zu bewahren. Als Gabi und er nach Paradis verschleppt werden, nimmt er den Namen Ben (ベン) an und lebt bei Sashas Familie, wo er Empathie für die Bewohner von Paradis entwickelt. Als er von Zeke in einen Reinen Titanen verwandelt wird, frisst er Porco und erbt dessen Kiefertitan, der bei ihm die Form eines Vogels annimmt.
Gabi Braun (ガビ・ブラウン, Gabi Buraun)
Gabi ist anfangs eine sehr entschlossene Kämpferin für Marley, die sich für die Ehre des Titanenwandlers im Training anstrengt. Sie tötet Sasha Braus und wird daraufhin mit Falco nach Paradis genommen, wo sie von Sashas Familie unter dem Namen Mia (ミア) aufgenommen wird. Da Gabi jedoch Verachtung für die Bewohner und Paradis spürt und die neue Familie bald von ihrem Mord an Sasha erfährt, entsteht ein Konflikt.

### Nebenfiguren
Carla Jäger (カルラ・イェーガー, Karura Yēgā)
Carla war Erens Mutter, Grishas zweite Ehefrau und Mikasas Adoptivmutter. Sie lernte Grisha in einer Bar kennen, in der sie kellnerte, nachdem Keith Shadis ihn mitgenommen hatte. Nachdem er sie von einer neuen Krankheit heilte, heirateten sie und Eren kam auf die Welt. Sie wusste nicht, dass Keith sie auch verehrte. Beim ersten Angriff des Kolossalen Titanen wurde sie unter ihrem eingestürzten Haus eingeklemmt und von der in einen Titanen verwandelten ersten Ehefrau Grishas, Dina Jäger, gefressen, während Eren und Mikasa zusahen.
Dina Jäger (ダイナ・イェーガー, Daina Yēgā), geb. Fritz (フリッツ, Furittsu)
Dina war Grishas erste Ehefrau und lernte ihn auf dem Festland kennen. Sie besitzt adliges Blut und wurde deshalb von der anonymen Person Eule benutzt, mit ihrem und Grishas Sohn Zeke eine Titanenkraft zu stehlen. Als ihre Bewegung von Zeke verraten wurde, wurde sie auf Paradis verbannt und in einen Titanen verwandelt. Beim Angriff des Kolossalen Titanen auf Mauer Maria ging sie zu Grishas Haus innerhalb der Mauern und aß seine neue Frau Carla.
Eren Kruger (エレン・クルーガー, Eren Kurūgā)
Durch Fälschung eines Bluttests durch einen eldischen Arzt konnte Eren Kruger Karriere in der Marleyschen Armee machen, obwohl er eldisch ist. Als Eule unterstützte er anonym den eldischen Widerstand in Marley. Er wusste, dass Grisha Jägers Schwester Fay durch marleysche Soldaten von Hunden zerfleischt und ermordet wurde. Er rettet Grisha, nachdem er auf der Insel Paradis in einen hirnlosen Titanen verwandelt werden sollte. Er gibt sein Wissen und auch seinen Titan an Grisha weiter. Kruger hatte den Attackierenden Titan (Shingeki no Kyojin). Nach ihm wurde auch der Hauptcharakter Eren Jäger benannt, der wiederum bei seiner Infiltrierung Marleys den Namen Kruger annahm.
Kenny Ackermann (ケニー・アッカーマン, Kenī Akkāman)
Kenny Ackermann, wegen seiner Mordlust auch bekannt als Kenny the Ripper (切り裂きケニー, Kirisaki Kenī), arbeitet für Rod Reiss und sorgt dafür, den Aufklärungstrupp davon abzuhalten, Informationen über die Mauern zu sammeln. Insgeheim kämpft er jedoch gegen Rod, da er dessen politische Macht eines Tags für sich selbst beanspruchen will. Dabei kommt er ums Leben und gibt Levi Ackermann, seinem Neffen, eine Spritze mit Titanen-Serum.
Rod Reiss (ロッド・レイス, Roddo Reisu)
Rod Reiss ist der Vater von Historia und der einzige Überlebende von Grishas Angriff auf die Königsfamilie. Zusammen mit einem Trupp von Kenny Ackermann arbeitet er dafür, den Urtitanen wieder in die Hände seiner Familie zu bringen, weswegen er Eren und Historia entführen lässt. Nachdem Historia ihren Freund Eren nicht töten will, verwandelt er sich mit Titanen-Serum selbst in einen Titanen und wird daraufhin vom Aufklärungstrupp ausgeschaltet.

## Hintergründe
Konzeptuell ließ sich Hajime Isayama stark von Muv-Luv Alternative beeinflussen, in dem ebenfalls die Menschheit durch übermächtige, riesige Gegner an den Rand der Auslöschung gedrängt wird. Die Figuren sind teilweise nach realen Vorbildern gestaltet. So ist Erens Titanenform an den MMA-Kämpfer Yūshin Okami angelehnt, der gepanzerte Titan an den Wrestler und früheren MMA-Kämpfer Brock Lesnar und Vorbild für Kommandeur Dot Pixis war der japanische General Akiyama Yoshifuru.

## Manga
Hajime Isayama sandte 2006 einen Vorab-„Oneshot“ als seinen Beitrag für Kōdanshas Nachwuchskünstler-Preis MGP (Magazin Grand Prix). Obwohl vor allem seine Zeichnungen kritisiert wurden, konnte die Juroren die Handlung, Originalität und Präsentation überzeugen, so dass er eine mit 300.000 Yen dotierte Auszeichnung erhielt. Ein Oneshot-Band unter dem Namen Attack on Titan 0 war der 2013 erschienenen limitierten Fassung der ersten DVD/Blu-ray des Animes als Extra beigelegt, die Isayama 2005 kreierte. Zur Veröffentlichung des Manga bot er diesen auch der Redaktion von Japans meistverkauftem Shōnen-Mangamagazin Shōnen Jump des Verlags Shūeisha an, die für eine Veröffentlichung jedoch eine Anpassung des Stils und der Handlung an die eigene Zielgruppe als Auflage hatten. Schließlich wandte er sich wieder an Kōdansha, wo der Manga Shingeki no Kyojin, mit dem englischen Untertitel attack on titan, ab dem 9. September 2009 (Ausgabe 10/2009) monatlich in Einzelkapiteln im Bessatsu Shōnen Magazine erschien. Die Serie war einige Zeit auf etwa 20 Sammelbände angelegt. Das letzte Kapitel erschien am 9. April 2021 (Ausgabe 5/2021) in Magazinform und der 34. beziehungsweise letzte Sammelband kam am 9. Juni 2021 heraus. Der letzte Sammelband werde zusätzlich zur regulären Version in zwei weiteren Formen mit zusätzlichen Seiten erscheinen. Die Version „Beginning“ enthält zwei Rohfassungen des Manga-Anfangs und die „Ending“-Version die Rohfassung der letzten beiden Kapitel.
Der Manga wird in mehr als acht Sprachen und mehr als zehn Ländern veröffentlicht. In den USA wird der Manga seit Juni 2012 unter dem Titel Attack on Titan bei Kodansha Comics veröffentlicht. Tong Li veröffentlichte die Serie in Taiwan, Pika Édition in Frankreich, Norma Editorial in Spanien und Panini Comics in Mexiko, Brasilien und Italien. Bei zbuka wird der Manga in Russland veröffentlicht, bei Japonica Polonica Fantastica in Polen und bei JBC in Portugal. In Deutschland erschien der Manga unter dem Titel Attack on Titan und dem Untertitel shingeki no kyojin ab dem 18. März 2014 bei Carlsen Manga. Bis zum 17. Band erschien ein neuer Band im 2-Monats-Rhythmus und nach dem 17. Band normalerweise im Abstand von drei oder vier Monaten. Bis März 2022 sind alle 34 Bände und bei jedem fünften Band ein Sammelschuber – mit Platz für fünf Bände – mit einem Extra erschienen. Der letzte Sammelschuber enthält nur vier Bände, aber zusätzlich noch „Beginning“ – die Rohfassung des Manga-Anfangs – als zweites Extra. „Ending“ (Rohfassung der letzten beiden Kapitel) ist außerhalb Japans nicht lizenzierbar gewesen. Seit dem 30. Oktober 2018 erscheint der Manga von Carlsen Manga in einer Deluxe-Edition erstmals mit Hardcover, Farbseiten und in einem größeren Format. Jeder Deluxe-Band beinhaltet jeweils drei Sammelbände, bis auf die letzten zwei Deluxe-Bände, die jeweils 2 Sammelbände beinhalten.
Eine „Full color edition“ wurde in Japan ab dem 9. Juni 2021 vierteljährlich veröffentlicht und umfasst insgesamt vier Bände. Jeder Band enthält drei ausgewählte Kapitel des Manga als vollkorierte Version. Band 1 enthält Kapitel 46, 69 und 89; Band 2 enthält Kapitel 71, 126 und 130; Band 3 enthält Kapitel 50, 84 und 123; Band 4 enthält Kapitel 91, 122 und 132.

### Liste der Manga-Bände
| Band | Japanisch     | Japanisch                              | Deutsch       | Deutsch             | Deutsch                                | Deutsch                |
| Band | VÖ-Datum      | ISBN                                   | VÖ-Datum      | VÖ-Datum            | ISBN                                   | ISBN                   |
| Band | VÖ-Datum      | ISBN                                   | Einzel        | Deluxe              | Einzel                                 | Deluxe                 |
| ---- | ------------- | -------------------------------------- | ------------- | ------------------- | -------------------------------------- | ---------------------- |
| 01   | 17. März 2010 | ISBN 978-4-06-384276-0                 | 18. März 2014 | 30. Okt. 2018I      | ISBN 978-3-551-74233-9                 | ISBN 978-3-551-74103-5 |
| 02   | 16. Juli 2010 | ISBN 978-4-06-384338-5                 | 27. Mai 2014  | 30. Okt. 2018I      | ISBN 978-3-551-74234-6                 | ISBN 978-3-551-74103-5 |
| 03   | 9. Dez. 2010  | ISBN 978-4-06-384410-8                 | 29. Juli 2014 | 30. Okt. 2018I      | ISBN 978-3-551-74235-3                 | ISBN 978-3-551-74103-5 |
| 04   | 8. Apr. 2011  | ISBN 978-4-06-384469-6                 | 30. Sep. 2014 | 29. Jan. 2019II     | ISBN 978-3-551-74236-0                 | ISBN 978-3-551-74104-2 |
| 05   | 9. Aug. 2011  | ISBN 978-4-06-384513-6                 | 1. Dez. 2014  | 29. Jan. 2019II     | ISBN 978-3-551-74237-7                 | ISBN 978-3-551-74104-2 |
| 06   | 9. Dez. 2011  | ISBN 978-4-06-384591-4                 | 27. Jan. 2015 | 29. Jan. 2019II     | ISBN 978-3-551-74238-4                 | ISBN 978-3-551-74104-2 |
| 07   | 9. Apr. 2012  | ISBN 978-4-06-384652-2                 | 17. März 2015 | 30. Apr. 2019III    | ISBN 978-3-551-74239-1                 | ISBN 978-3-551-74105-9 |
| 08   | 9. Aug. 2012  | ISBN 978-4-06-384712-3                 | 26. Mai 2015  | 30. Apr. 2019III    | ISBN 978-3-551-74240-7                 | ISBN 978-3-551-74105-9 |
| 09   | 7. Dez. 2012  | ISBN 978-4-06-384776-5                 | 28. Juli 2015 | 30. Apr. 2019III    | ISBN 978-3-551-79929-6                 | ISBN 978-3-551-74105-9 |
| 10   | 9. Apr. 2013  | ISBN 978-4-06-384839-7                 | 29. Sep. 2015 | 30. Juli 2019IV     | ISBN 978-3-551-79930-2                 | ISBN 978-3-551-74106-6 |
| 11   | 9. Aug. 2013  | ISBN 978-4-06-394901-8                 | 1. Dez. 2015  | 30. Juli 2019IV     | ISBN 978-3-551-79931-9                 | ISBN 978-3-551-74106-6 |
| 12   | 9. Dez. 2013  | ISBN 978-4-06-394976-6                 | 26. Jan. 2016 | 30. Juli 2019IV     | ISBN 978-3-551-79932-6                 | ISBN 978-3-551-74106-6 |
| 13   | 9. Apr. 2014  | ISBN 978-4-06-395044-1                 | 22. März 2016 | 29. Okt. 2019V      | ISBN 978-3-551-79933-3                 | ISBN 978-3-551-74107-3 |
| 14   | 9. Aug. 2014  | ISBN 978-4-06-395141-7                 | 30. Mai 2016  | 29. Okt. 2019V      | ISBN 978-3-551-79934-0                 | ISBN 978-3-551-74107-3 |
| 15   | 9. Dez. 2014  | ISBN 978-4-06-395253-7                 | 26. Juli 2016 | 29. Okt. 2019V      | ISBN 978-3-551-79935-7                 | ISBN 978-3-551-74107-3 |
| 16   | 9. Apr. 2015  | ISBN 978-4-06-395358-9                 | 27. Sep. 2016 | 31. März 2020VI     | ISBN 978-3-551-79936-4                 | ISBN 978-3-551-74108-0 |
| 17   | 7. Aug. 2015  | ISBN 978-4-06-395446-3                 | 20. Dez. 2016 | 31. März 2020VI     | ISBN 978-3-551-79937-1                 | ISBN 978-3-551-74108-0 |
| 18   | 9. Dez. 2015  | ISBN 978-4-06-395549-1                 | 28. März 2017 | 31. März 2020VI     | ISBN 978-3-551-79938-8                 | ISBN 978-3-551-74108-0 |
| 19   | 8. Apr. 2016  | ISBN 978-4-06-395636-8                 | 4. Juli 2017  | 29. Sep. 2020VII    | ISBN 978-3-551-79939-5                 | ISBN 978-3-551-74109-7 |
| 20   | 9. Aug. 2016  | ISBN 978-4-06-395720-4                 | 31. Okt. 2017 | 29. Sep. 2020VII    | ISBN 978-3-551-79940-1                 | ISBN 978-3-551-74109-7 |
| 21   | 9. Dez. 2016  | ISBN 978-4-06-395815-7                 | 30. Jan. 2018 | 29. Sep. 2020VII    | ISBN 978-3-551-79941-8                 | ISBN 978-3-551-74109-7 |
| 22   | 7. Apr. 2017  | ISBN 978-4-06-362355-0                 | 30. Apr. 2018 | 23. März 2021VIII   | ISBN 978-3-551-79942-5                 | ISBN 978-3-551-74110-3 |
| 23   | 9. Aug. 2017  | ISBN 978-4-06-510100-1                 | 28. Aug. 2018 | 23. März 2021VIII   | ISBN 978-3-551-79943-2                 | ISBN 978-3-551-74110-3 |
| 24   | 8. Dez. 2017  | ISBN 978-4-06-510548-1                 | 27. Nov. 2018 | 23. März 2021VIII   | ISBN 978-3-551-79944-9                 | ISBN 978-3-551-74110-3 |
| 25   | 9. Apr. 2018  | ISBN 978-4-06-511201-4                 | 26. März 2019 | 28. Sep. 2021IX     | ISBN 978-3-551-79945-6                 | ISBN 978-3-551-74424-1 |
| 26   | 9. Aug. 2018  | ISBN 978-4-06-512183-2                 | 2. Juli 2019  | 28. Sep. 2021IX     | ISBN 978-3-551-79946-3                 | ISBN 978-3-551-74424-1 |
| 27   | 7. Dez. 2018  | ISBN 978-4-06-513479-5                 | 28. Sep. 2019 | 28. Sep. 2021IX     | ISBN 978-3-551-79947-0                 | ISBN 978-3-551-74424-1 |
| 28   | 9. Apr. 2019  | ISBN 978-4-06-514869-3                 | 24. Dez. 2019 | 22. März 2022X      | ISBN 978-3-551-79948-7                 | ISBN 978-3-551-74425-8 |
| 29   | 8. Aug. 2019  | ISBN 978-4-06-516224-8                 | 26. Mai 2020  | 22. März 2022X      | ISBN 978-3-551-79949-4                 | ISBN 978-3-551-74425-8 |
| 30   | 9. Dez. 2019  | ISBN 978-4-06-517543-9                 | 27. Okt. 2020 | 22. März 2022X      | ISBN 978-3-551-79950-0                 | ISBN 978-3-551-74425-8 |
| 31   | 9. Apr. 2020  | ISBN 978-4-06-518689-3                 | 1. Feb. 2021  | 26. Sep. 2022XI     | ISBN 978-3-551-79951-7                 | ISBN 978-3-551-74426-5 |
| 32   | 9. Sep. 2020  | ISBN 978-4-06-520322-4                 | 4. Mai 2021   | 26. Sep. 2022XI     | ISBN 978-3-551-79952-4                 | ISBN 978-3-551-74426-5 |
| 33   | 8. Jan. 2021  | ISBN 978-4-06-522029-0                 | 31. Aug. 2021 | 9. Jan. 2023XII     | ISBN 978-3-551-79953-1                 | ISBN 978-3-551-74427-2 |
| 34   | 9. Juni 2021  | ISBN 978-4-06-523417-4                 | 1. März 2022  | 9. Jan. 2023XII     | ISBN 978-3-551-79954-8                 | ISBN 978-3-551-74427-2 |
| 34   | 9. Juni 2021  | ISBN 978-4-06-523416-7 (mit Beginning) | 1. März 2022  | keine dt. Deluxe-VÖ | ISBN 978-3-551-79274-7 (mit Beginning) | keine dt. Deluxe-VÖ    |
| 34   | 9. Juni 2021  | ISBN 978-4-06-524144-8 (mit Ending)    | keine dt. VÖ  | keine dt. Deluxe-VÖ | keine dt. VÖ                           | keine dt. Deluxe-VÖ    |

### Zusatzbücher
In Japan erschienen 2013 – auf Deutsch 2015 und 2016 – die beiden Bücher Attack on Titan – Inside und Attack on Titan – Outside mit Hintergrundinformationen und Artworks. In Outside ist der Erstentwurf bzw. das Phantom-Kapitel von Attack on Titan dabei, welcher den Manga in Serienform hätte einläuten sollen. Der Entwurf wurde verworfen und das jetzige erste Kapitel entstand, wobei viel Material aus dem Entwurf in das dritte und vierte Kapitel übernommen wurde. Ein drittes Buch erschien 2016 in Japan und ist am 19. Dezember 2017 mit dem Namen Attack on Titan – Answers auf Deutsch erschienen. Das vierte Buch mit Hintergrundinformationen Attack on Titan – Character Guide erschien am 8. August 2017 in Japan und am 26. Februar 2019 auf Deutsch. Ein letztes Buch mit Hintergrundinformationen soll am 9. Juni 2021 in Japan erscheinen.
| Band | Japanisch                                    | Japanisch    | Japanisch              | Deutsch               | Deutsch       | Deutsch                |
| Band | Titel                                        | VÖ-Datum     | ISBN                   | Titel                 | VÖ-Datum      | ISBN                   |
| ---- | -------------------------------------------- | ------------ | ---------------------- | --------------------- | ------------- | ---------------------- |
| 01   | INSIDE 抗 Inside Kou                         | 9. Apr. 2013 | ISBN 978-4-06-393003-0 | Inside                | 1. Dez. 2015  | ISBN 978-3-551-79266-2 |
| 02   | OUTSIDE 攻 Outside Osamu                     | 9. Sep. 2013 | ISBN 978-4-06-384338-5 | Outside               | 27. Sep. 2016 | ISBN 978-3-551-79269-3 |
| 03   | ANSWERS Answers                              | 9. Aug. 2016 | ISBN 978-4-06-384410-8 | Answers               | 19. Dez. 2017 | ISBN 978-3-551-79289-1 |
| 04   | キャラクター名鑑 Kyarakutā Meikan            | 9. Aug. 2017 | ISBN 978-4-06-510216-9 | Character Guide       | 26. Feb. 2019 | ISBN 978-3-551-77296-1 |
| 05   | キャラクター名鑑FINAL Kyarakutā Meikan Final | 9. Juni 2021 | ISBN 978-4-06-523590-4 | Character Guide Final | 28. Juni 2022 | ISBN 978-3-551-77299-2 |

### Spin-offs
Shingeki! Kyojin Chūgakkō

In Ausgabe 5/2012 der Bessatsu Shōnen Magazine vom 9. April 2012 startete der komödiantische Spin-off-Manga Shingeki! Kyojin Chūgakkō (進撃！巨人中学校, „Angriff! Die Titanen-Mittelschule“) von Saki Nakagawa. Der Manga wurde mit elf Sammelbänden abgeschlossen:
1. 9. April 2013, ISBN 978-4-06-384841-0
2. 9. August 2013, ISBN 978-4-06-394903-2
3. 9. Dezember 2013, ISBN 978-4-06-394979-7
4. 9. April 2014, ISBN 978-4-06-395046-5
5. 8. August 2014, ISBN 978-4-06-395143-1
6. 9. Dezember 2014, ISBN 978-4-06-395254-4
7. 9. April 2015, ISBN 978-4-06-395359-6
8. 7. August 2015, ISBN 978-4-06-395445-6
9. 9. Dezember 2015, ISBN 978-4-06-395550-7
10. 8. April 2016, ISBN 978-4-06-395637-5
11. 9. August 2016, ISBN 978-4-06-395721-1

Attack on Titan – Before the Fall

Basierend auf der gleichnamigen Light-Novel-Trilogie Shingeki no Kyojin: Before the fall zeichnete Satoshi Shiki ab dem 26. August 2013 (Ausgabe 10/2013) eine Manga-Adaption im Magazin Gekkan Shōnen Sirius und schloss sie am 26. März 2019 (Ausgabe 05/2019) ab. Die Reihe endete mit 17 Sammelbänden. Auf Deutsch erschien die Serie von Februar 2015 bis Juni 2020 unter dem Namen Attack on Titan – Before the Fall bei Carlsen Manga.
| Band | Japanisch    | Japanisch              | Deutsch       | Deutsch                |
| Band | VÖ-Datum     | ISBN                   | VÖ-Datum      | ISBN                   |
| ---- | ------------ | ---------------------- | ------------- | ---------------------- |
| 01   | 9. Dez. 2013 | ISBN 978-4-06-376439-0 | 24. Feb. 2015 | ISBN 978-3-551-74370-1 |
| 02   | 9. Apr. 2014 | ISBN 978-4-06-376460-4 | 30. Juni 2015 | ISBN 978-3-551-74371-8 |
| 03   | 8. Aug. 2014 | ISBN 978-4-06-376486-4 | 28. Okt. 2015 | ISBN 978-3-551-74372-5 |
| 04   | 9. Dez. 2014 | ISBN 978-4-06-376515-1 | 1. März 2016  | ISBN 978-3-551-74373-2 |
| 05   | 9. Apr. 2015 | ISBN 978-4-06-376537-3 | 28. Juni 2016 | ISBN 978-3-551-74374-9 |
| 06   | 7. Aug. 2015 | ISBN 978-4-06-376564-9 | 25. Okt. 2016 | ISBN 978-3-551-74375-6 |
| 07   | 9. Dez. 2015 | ISBN 978-4-06-376590-8 | 28. Feb. 2017 | ISBN 978-3-551-74376-3 |
| 08   | 8. Apr. 2016 | ISBN 978-4-06-390619-6 | 30. Mai 2017  | ISBN 978-3-551-74377-0 |
| 09   | 9. Aug. 2016 | ISBN 978-4-06-390641-7 | 28. Nov. 2017 | ISBN 978-3-551-74527-9 |
| 10   | 9. Dez. 2016 | ISBN 978-4-06-390667-7 | 27. Feb. 2018 | ISBN 978-3-551-74528-6 |
| 11   | 7. Apr. 2017 | ISBN 978-4-06-390696-7 | 26. Juni 2018 | ISBN 978-3-551-74529-3 |
| 12   | 9. Aug. 2017 | ISBN 978-4-06-390725-4 | 2. Okt. 2018  | ISBN 978-3-551-74530-9 |
| 13   | 9. Dez. 2017 | ISBN 978-4-06-510504-7 | 27. Dez. 2018 | ISBN 978-3-551-74637-5 |
| 14   | 9. Apr. 2018 | ISBN 978-4-06-511218-2 | 28. Mai 2019  | ISBN 978-3-551-74638-2 |
| 15   | 9. Aug. 2018 | ISBN 978-4-06-512288-4 | 26. Nov. 2019 | ISBN 978-3-551-74639-9 |
| 16   | 7. Dez. 2018 | ISBN 978-4-06-513812-0 | 2. März 2020  | ISBN 978-3-551-74648-1 |
| 17   | 9. Apr. 2019 | ISBN 978-4-06-515204-1 | 30. Juni 2020 | ISBN 978-3-551-74649-8 |

Attack on Titan – No Regrets

Im Shōjo-Manga-Magazin Aria lief am 28. September 2013 (Ausgabe 11/2013) ein weiterer Spin-off namens Attack on Titan – No Regrets (進撃の巨人 悔いなき選択 Shingeki no Kyojin: Kuinaki Sentaku, Untertitel: Birth of Levi) an, der seit Ausgabe 1/2014 erscheint. Dieser stellt die Figur Levi in den Vordergrund. Das Konzept stammt von Gun Snark (Gun Sunaaku) und die Zeichnungen von Hikaru Suruga. Aufgrund der hohen Nachfrage musste die Auflage des Magazins von vormals knapp 14.000 Exemplaren verfünffacht werden. Die Kapitel wurden in zwei Sammelbänden zusammengefasst. Carlsen Manga veröffentlichte die Bände im April und August 2015 auf Deutsch.
Am 9. Juni 2017 erschienen beide Bände in einer „Full color edition“ (FCE), in der alle schwarz-weißen Seiten nachträglich gefärbt und größer gedruckt wurden. Die deutsche Veröffentlichung wurde für Ende Mai und Ende Juli 2018 angekündigt. Carlsen Manga kündigte für den 28. März 2023 eine Deluxe-Edition mit Hardcover und in einem größeren Format wie dieselbe Edition des Original-Mangas an. Der Deluxe-Band beinhaltet beide Bände der schwarz-weißen Ausgabe und eine Covergalerie.
| Band | Japanisch                      | Japanisch                                                                                          | Deutsch                                                | Deutsch                                                                           |
| Band | VÖ-Datum                       | ISBN                                                                                               | VÖ-Datum                                               | ISBN                                                                              |
| ---- | ------------------------------ | -------------------------------------------------------------------------------------------------- | ------------------------------------------------------ | --------------------------------------------------------------------------------- |
| 01   | 9. Apr. 20149. Juni 2017 (FCE) | ISBN 978-4-06-376961-6 (normal) ISBN 978-4-06-362271-3 (Sonderausgabe)ISBN 978-4-06-393205-8 (FCE) | 28. Apr. 201530. Mai 2018 (FCE)28. März 2023 (Deluxe)  | ISBN 978-3-551-74422-7ISBN 978-3-551-74128-8 (FCE)ISBN 978-3-551-71231-8 (Deluxe) |
| 02   | 8. Aug. 20149. Juni 2017 (FCE) | ISBN 978-4-06-377046-9 (normal) ISBN 978-4-06-362277-5 (Sonderausgabe)ISBN 978-4-06-393206-5 (FCE) | 25. Aug. 201531. Juli 2018 (FCE)28. März 2023 (Deluxe) | ISBN 978-3-551-74423-4ISBN 978-3-551-74129-5 (FCE)ISBN 978-3-551-71231-8 (Deluxe) |

In der Sonderausgabe des 15. Bandes von Attack on Titan die am 9. Dezember 2014 erschienen ist, war eine OVA beigelegt, die einen Teil von No Regrets erzählt. In der Sonderausgabe des 16. Bandes war der zweite und letzte Teil der OVA-Reihe als DVD beigelegt.
Attack on Titan – short play

Die Yonkoma-Strip-Parodie Sungeki no Kyojin (寸劇の巨人) wurde vom 4. Dezember 2013 bis zum 31. Dezember 2014 in der App Manga Box von DeNA, mit einem neuen Kapitel pro Woche, auf Japanisch und Englisch veröffentlicht, ehe sie 2014 und 2015 in zwei Sammelbänden in Japan gedruckt wurde. Ende Januar 2017 erschien die Parodie bei Carlsen Manga unter dem Titel Attack on Titan – short play in einem Band auf Deutsch.
| Band | Japanisch    | Japanisch              | Deutsch       | Deutsch                |
| Band | VÖ-Datum     | ISBN                   | VÖ-Datum      | ISBN                   |
| ---- | ------------ | ---------------------- | ------------- | ---------------------- |
| 01   | 8. Aug. 2014 | ISBN 978-4-06-395152-3 | 31. Jan. 2017 | ISBN 978-3-551-71758-0 |
| 02   | 9. Apr. 2015 | ISBN 978-4-06-395360-2 | 31. Jan. 2017 | ISBN 978-3-551-71758-0 |

Attack on Titan – Lost Girls

Zwischen dem 9. August 2015 und dem 9. Mai 2016 veröffentlichte Ryōsuke Fuji im Bessatsu Shōnen Magazine ein Spin-off unter dem Titel Shingeki no Kyojin: Lost Girls, der auf der gleichnamigen Romanvorlage basiert. Die Mangareihe ist mit zwei Bänden abgeschlossen.
Auf Deutsch erschien der erste Band am 2. Mai 2017 und der zweite Band am 29. August 2017 durch Carlsen Manga. Im Dezember erschien ein Doppelband als Lost Girls Deluxe bei selbigem Verlag.
| Band | Japanisch    | Japanisch              | Deutsch       | Deutsch                |
| Band | VÖ-Datum     | ISBN                   | VÖ-Datum      | ISBN                   |
| ---- | ------------ | ---------------------- | ------------- | ---------------------- |
| 01   | 8. Apr. 2016 | ISBN 978-4-06-395638-2 | 2. Mai 2017   | ISBN 978-3-551-77297-8 |
| 02   | 9. Aug. 2016 | ISBN 978-4-06-395722-8 | 29. Aug. 2017 | ISBN 978-3-551-77298-5 |

Ebenso wie der No-Regrets-Manga wurde auch Lost Girls als Anime adaptiert. In den Sonderausgaben des Originalmangas der Bände 24 bis 26 wurden jeweils eine DVD beigelegt und die Handlung als Trilogie erzählt.

## Light Novels
Kōdansha veröffentlichte zum Manga die Light-Novel-Reihe Shingeki no Kyojin: Before the fall (進撃の巨人 Before the fall). Geschrieben wurde diese von Ryō Suzukaze und illustriert von Thores Shibamoto. Die Reihe besteht aus drei Bänden, die am 2. Dezember 2011 (ISBN 978-4-06-375202-1), 30. März (ISBN 978-4-06-375228-1) und 29. Juni 2012 (ISBN 978-4-06-375243-4) erschienen.
Am 1. August 2014 (ISBN 978-4-06-375296-0) startete die Reihe Attack on Titan – The Harsh Mistress of the City (進撃の巨人 隔絶都市の女王, Shingeki no Kyojin: Kakuzetsu Toshi no Joō, engl. Untertitel: The Harsh Mistress of the City) von Ryō Kawakami mit den Illustrationen von Range Murata. Die Geschichte wurde am 1. Mai 2015 mit dem 2. Band (ISBN 978-4-06-375299-1) zu Ende erzählt. Auf Deutsch erschienen beide Bände bei Carlsen am 22. Dezember 2015 (ISBN 978-3-551-74019-9) bzw. 26. April 2016 (ISBN 978-3-551-74020-5).
Eine weitere Light Novel namens Attack on Titan – Lost Girls (進撃の巨人LOST GIRLS), der sich auf die Figuren Mikasa und Annie konzentriert, erschien am 9. Dezember 2014 (ISBN 978-4-06-377096-4). Er wurde von Hiroshi Seko verfasst, der auch die Drehbücher mehrerer Episoden des Animes schrieb. Carlsen veröffentlichte den Band auf Deutsch am 30. August 2016 (ISBN 978-3-551-72781-7).

## Anime

### Fernsehserie

#### Staffel 1
WIT Studio adaptierte mit Unterstützung des Mutterunternehmens Production I.G die ersten acht Bände des Manga als Anime-Serie. Regie führte Tetsurō Araki, assistiert von Hiroyuki Tanaka und Masashi Koizuka, während das Charakterdesign von Kyōji Asano stammt. Die Erstausstrahlung lief vom 7. April bis 29. September 2013 nach Mitternacht (und damit am vorigen Fernsehtag) auf MBS, sowie mit einigen Tagen Versatz Tokyo MX, Fukuoka Hōsō, TV Ōita, Hokkaidō TV, TV Aichi und BS11. Die Serie umfasst 25 Episoden, wobei in der Mitte noch eine zusätzliche Zusammenfassungsepisode ausgestrahlt wurde. Eine englisch untertitelte Fassung wurde sowohl von Funimation als auch von Crunchyroll gestreamt, bei ersterem ab dem 12. April und bei letzterem ab dem 14. April 2013 in den USA, Kanada, dem Vereinigten Königreich und Irland. Anfang 2014 sicherte sich Kazé die Rechte für den deutschsprachigen Raum. Nach einigen Verzögerungen ist die Serie im Oktober 2016 auf DVD und Blu-ray erschienen. Vom 5. Mai bis 20. Oktober 2017 wurde die erste Staffel bei Pro7 Maxx im deutschen Fernsehen erstausgestrahlt und auf deren Onlineplattform kurzzeitig veröffentlicht.

#### Staffel 2
Die zweite Staffel, zusätzlich betitelt mit Season 2 wurde zunächst für 2016 angekündigt und vom Regisseur Tetsurō Araki und den Synchronsprechern bestätigt, wurde allerdings auf Anfang 2017 verschoben. Mit der Veröffentlichung des 88. Kapitels und des 21. Mangabandes wurde im Dezember 2016 angekündigt, dass die Anime-Serie im April 2017 fortgesetzt werden soll. Die zweite Staffel lief am 1. April 2017 auf Tokyo MX an und besteht aus 12 Episoden. Kazé Deutschland sicherte sich die Rechte und zeigte sie auf Anime on Demand. Die Episoden wurden zum internationalen Start (Simulcast) 90 Minuten nach der japanischen Erstausstrahlung mit deutschen Untertiteln zur Verfügung gestellt. Die Staffel erschien 2019 in zwei Volumes verteilt mit deutscher Synchronisation – erst nach dem dritten Film, der die zweite Staffel zusammenfasst.

#### Staffel 3
Die dritte Staffel wurde direkt nach der Ausstrahlung der letzten Episode der zweiten Staffel für das Jahr 2018 angekündigt. Am 29. Oktober 2017 wurde im Zuge des Events Attack on Taikan II die Staffel angekündigt und ab dem 23. Juli 2018 auf NHK General TV gesendet. Sie umfasst 22 Episoden. Die Weltpremiere der ersten Episode fand bereits am 8. Juli 2018 auf der Anime Expo 2018 in Los Angeles, Kalifornien statt. Die Ausstrahlung pausierte nach der zwölften Episode und wurde vom 29. April bis 1. Juli 2019 fortgesetzt. Die deutsche Fassung wurde Ende 2020 bis Anfang 2021 veröffentlicht, nachdem die Volumes mehrmals verschoben werden mussten. Zudem sind bei der Blu-ray-Disc-Produktion von Volume eins zwei Mal Fehler unterlaufen, weshalb Käufer sich an Kazé melden mussten, um Ersatz-Discs zu erhalten.

#### Staffel 4
Am Ende der dritten Staffel wurde angekündigt, dass eine vierte und letzte Staffel namens The Final Season (international lediglich Final Season), im Herbst 2020 auf NHK General TV folgen soll. Nach Gerüchten, noch während der Ausstrahlung der zweiten Hälfte von Staffel drei, dass WIT Studio keine weitere Staffel produzieren würde, wurde Ende Mai 2020 mit Veröffentlichung einer Preview offiziell bestätigt, dass das Studio MAPPA die finale Staffel produzieren würde und deshalb fast das gesamte Personal hinter den Kulissen wechselte. Die Ausstrahlung startete am 7. Dezember 2020, während der deutsche Simulcast zu Wakanim wechselte. Wakanim bot zudem ab dem 19. Februar 2021 eine deutschsprachige Fassung mit jeweils vier Episoden pro Monat an. Der zweite Teil wurde zwischen dem 10. Januar und 4. April 2022 ausgestrahlt und bei Crunchyroll und Wakanim im Original mit deutschen Untertiteln veröffentlicht. Nach Ende des zweiten Teils wurde bekannt gegeben, dass The Final Season einen dritten Teil im Jahr 2023 erhalten wird, der auch der Abschluss der Serie sei. Der Abschluss heißt international untertitelt The Final Chapters. Im dritten Teil sind nur 2 überlange Special-Folgen geplant, wovon die erste am 4. März 2023 im japanischen Fernsehen ausgestrahlt und am selben Tag bei Crunchyroll mit deutschen Untertiteln veröffentlicht wurde. Das erste Special hat eine Länge von einer Stunde. Das 85-minütige zweite Special wurde am 5. November 2023 im japanischen Fernsehen ausgestrahlt und anschließend bei Crunchyroll mit Untertiteln bereitgestellt. Die beiden Specials wurden nachträglich in sieben 24-minütige Episoden mit Vorspann- und Abspannlied umgeschnitten und in Japan kurz nach dem zweiten Special veröffentlicht.

#### Episodenliste
| Staffel | Episodenanzahl | Episodenanzahl | Erstausstrahlung Japan | Erstausstrahlung Japan | Deutschsprachige Erstveröffentlichung | Deutschsprachige Erstveröffentlichung | Deutschsprachige Erstausstrahlung | Deutschsprachige Erstausstrahlung |
| Staffel | Episodenanzahl | Episodenanzahl | Premiere               | Finale                 | Premiere                              | Finale                                | Premiere                          | Finale                            |
| ------- | -------------- | -------------- | ---------------------- | ---------------------- | ------------------------------------- | ------------------------------------- | --------------------------------- | --------------------------------- |
| 1       | 25             | 25             | 7. April 2013          | 29. September 2013     | 28. Oktober 2016                      | 24. Februar 2017                      | 5. Mai 2017                       | 20. Oktober 2017                  |
| 2       | 12             | 12             | 1. April 2017          | 17. Juni 2017          | 16. August 2019                       | 21. Oktober 2019                      | 19. Juni 2020                     | 10. Juli 2020                     |
| 3       | 22             | 12             | 23. Juli 2018          | 15. Oktober 2018       | 29. Oktober 2020                      | 3. Dezember 2020                      | 29. Januar 2021                   | 20. Februar 2021                  |
| 3       | 22             | 10             | 29. April 2019         | 1. Juli 2019           | 25. Februar 2021                      | 11. März 2021                         | 26. Februar 2021                  | 12. März 2021                     |
| 4       | 30 / 35        | 16             | 7. Dezember 2020       | 29. März 2021          | 19. Februar 2021                      | 7. Mai 2021                           | 24. Februar 2023                  | 24. März 2023                     |
| 4       | 30 / 35        | 12             | 10. Januar 2022        | 4. April 2022          | 13. März 2022                         | 31. Mai 2022                          | 21. März 2025                     | 11. April 2025                    |
| 4       | 30 / 35        | 2 / 7          | 4. März 2023           | 5. November 2023       | 11. September 2023                    | 8. Januar 2024                        |                                   |                                   |
| OVA     | 8              | 8              | 9. Dezember 2013       | 9. August 2018         | 19. Oktober 2022                      | 7. Dezember 2022                      |                                   |                                   |
| Filme   | 5              | 5              | 22. November 2014      | 8. November 2024       | 31. Oktober 2017                      | 25. Februar 2025                      | 13. März 2020                     |                                   |

### Kinofilme
Die erste Staffel der Fernsehserie kam in zwei Animefilmen zusammengeschnitten erneut in die Kinos. Der erste Film, Attack on Titan Teil 1 – Feuerroter Pfeil und Bogen (劇場版「進撃の巨人」 前編 〜紅蓮の弓矢〜 Gekijōban Shingeki no Kyojin Zenpen – Guren no Yumiya), deckt die ersten 13 Episoden ab und lief ab dem 22. November 2014 in den japanischen Kinos an, während der zweite Film, Attack on Titan Teil 2 – Flügel der Freiheit (劇場版「進撃の巨人」 後編 〜自由の翼〜 Gekijōban Shingeki no Kyojin Kōhen – Jiyū no Tsubasa), mit dem Inhalt der restlichen 12 Episoden ab dem 27. Juli 2015 aufgeführt wurde. Dabei erhielten die Filme eine neue Synchronisation, neue und überarbeitete Szenen, die vor allem am Ende des zweiten Filmes, die zu Anfang der 2. Staffel der Animeserie verwendet wurden. Die Filmtitel Feuerroter Pfeil und Bogen und Flügel der Freiheit sind die Titel der Vorspannlieder der ersten Anime-Staffel.
Der Film Feuerroter Pfeil und Bogen wurde am 31. Oktober 2017 im Rahmen der Kazé Anime Nights 2017 in Kinos deutschland- und österreichweit aufgeführt. Am 29. Juni 2018 erschien er dann auf DVD und Blu-ray im Handel. Anime on Demand hat den Film bereits am 9. Juni 2018 veröffentlicht. Der zweite Film kam am 29. Juni 2018 in die Kinos, die deutschsprachige Premiere fand am 23. Juni 2018 auf Anime on Demand statt.
Am 29. Oktober 2017 wurde ein Animefilm, der die zweite Staffel des Anime zusammenfassen soll, angekündigt. Der Film Attack on Titan Teil 3 – Gebrüll des Erwachens (劇場版「進撃の巨人」Season 2～覚醒の咆哮～ Gekijōban Shingeki no Kyojin Season 2 – Kakusei no Hōkō) wurde am 13. Januar 2018 in den japanischen Kinos erstaufgeführt und enthält auch eine Vorschau auf die dritte Staffel. Teil drei wurde am 26. Juni 2018 im Rahmen der Kazé Anime Nights 2018 in deutschen und österreichischen Kinos mit deutscher Synchronisation erstaufgeführt – noch vor deutschsprachiger Veröffentlichung der zweiten Staffel – und erschien am 22. Februar 2019 im Handel.
Zusammen mit der Veröffentlichung einer Preview für Staffel vier wurde Ende Mai 2020 bekanntgegeben, dass am 17. Juli 2020 eine neue Zusammenfassung in japanischen Kinos aufgeführt werden soll. Diesmal wird die Handlung aller bisher erschienenen 59 Episoden zusammengefasst. Der Film trägt den Titel Shingeki no Kyojin Kuronikuru (「進撃の巨人」〜クロニクル〜 Shingeki no Kyojin: Chronicle).

### Original Video Animations
Die erste Original Video Animation (OVA) war als DVD in der limitierten Ausgabe des 12. Manga-Bandes enthalten. Sie ist eine Umsetzung des Sonderkapitels Ilses Notizbuch aus dem 5. Manga-Band. Die zweite und dritte OVA waren den limitierten Ausgaben der Bände 13 und 14 als DVD beigefügt, sie basieren nicht auf Manga-Kapiteln, haben jedoch einige andere Werke von Hajime Isayama als Inspiration genommen.
Das Manga-Spin-off Attack on Titan – No Regrets wurde ebenfalls als gleichnamige OVA umgesetzt. Der erste Teil war der am 9. Dezember 2014 veröffentlichten limitierten Ausgabe des 15. Bandes des Hauptmangas beigelegt und ein zweiter Teil wurde mit der am 9. April 2015 erschienenen limitierten Ausgabe des 16. Bandes beigelegt. Der Produktionsstab der Fernsehserie wurde dabei übernommen. Die OVA ist nicht in HD-Qualität erhältlich, da den Mangas nur DVDs beigelegt wurden.
2017 und 2018 erschien die Anime-Adaption des Spin-offs Attack on Titan – Lost Girls in drei OVA-Episoden. Die DVDs wurden den japanischen Sonderausgaben der Bände 24 bis 26 des Originalmangas beigelegt.
Die Streaming-Anbieter Crunchyroll und Wakanim bieten die acht bisher veröffentlichten OVAs seit dem 19. Dezember 2021 im Original mit deutschen Untertiteln an.
Die Sammelausgabe aller Teile erschien als OAD Archive am 27. April 2022 im japanischen Handel.

### Spin-off
Das Manga-Spin-off Shingeki! Kyojin Chūgakkō, das die Handlung parodistisch als Schulalltagsleben darstellt, erhielt ebenfalls eine Adaption als Fernsehserie. Diese stammt von Production I.G unter der Regie von Yoshihide Ibata und wurde vom 4. Oktober 2015 bis zum 20. Dezember 2015 auf MBS ausgestrahlt.
Eine englisch untertitelte Fassung wurde in den USA durch Funimation und Hulu als Simulcast gestreamt. Eine deutsch untertitelte Fassung wurde im deutschsprachigen Raum mit dem internationalen Titel Attack on Titan: Junior High auf Anime on Demand angeboten.

### Synchronisation
Die deutsche Synchronisation wurde von VSI Synchron GmbH in Berlin angefertigt. Für Dialogbuch und Regie zeichnet René Dawn-Claude verantwortlich.
| Rolle                       | Japanischer Sprecher (Seiyū)                         | Deutscher Sprecher                                            |
| Protagonisten               | Protagonisten                                        | Protagonisten                                                 |
| --------------------------- | ---------------------------------------------------- | ------------------------------------------------------------- |
| Eren Jäger                  | Yūki Kaji                                            | Max Felder                                                    |
| Mikasa Ackermann            | Yui Ishikawa                                         | Nicole Hannak                                                 |
| Armin Arlert / Erzähler     | Marina Inoue                                         | Christian Zeiger                                              |
| 104. Trainingseinheit       |                                                      |                                                               |
| Keith Shadis                | Tsuguo Mogami                                        | Klaus-Dieter Klebsch                                          |
| Marco Bott                  | Ryōta Ōsaka                                          | Konrad Bösherz                                                |
| Aufklärungstrupp            |                                                      |                                                               |
| Historia Reiss/Christa Renz | Shiori Mikami                                        | Jodie Blank (Staffel 1–3) Laura Elßel (Staffel 4)             |
| Erwin Smith                 | Daisuke Ono                                          | Peter Flechtner                                               |
| Hanji Zoe                   | Romi Park                                            | Josephine Schmidt                                             |
| Levi Ackermann              | Hiroshi Kamiya                                       | Florian Halm                                                  |
| Jean Kirschstein            | Kishō Taniyama                                       | René Dawn-Claude                                              |
| Connie Springer             | Hiro Shimono                                         | Julius Jellinek (Folgen 1.02–4.16) Jan Makino (ab Folge 4.17) |
| Sasha Braus                 | Yū Kobayashi                                         | Lina Rabea Mohr                                               |
| Moblit Berner               | Rintarou Nishi                                       | Christopher Kohn (Staffel 1) Johannes Walenta (Staffel 2)     |
| Flocke Forster              | Kensho Ono                                           | Tim Schwarzmaier                                              |
| Ymir                        | Saki Fujita                                          | Esra Vural                                                    |
| Militärpolizei              |                                                      |                                                               |
| Hitch Dreyse                | Akeno Watanabe                                       | Maria Hönig                                                   |
| Marlo Freudenberg           | Tomokazu Sugita                                      | Florian Hoffmann                                              |
| Kenny Ackermann             | Kazuhiro Yamaji                                      | Dirk Bublies                                                  |
| Mauergarnison               |                                                      |                                                               |
| Hannes                      | Keiji Fujiwara (Staffel 1) Kenjiro Tsuda (Staffel 2) | Tim Moeseritz                                                 |
| Dot Pixis                   | Masahiko Tanaka                                      | Elmar Gutmann                                                 |
| Anka Rheinberger            | Ikumi Hayama                                         | Jamie Lee Blank                                               |
| Rico Brzenska               | Michiko Kaiden                                       | Melanie Isakowitz                                             |
| Marley-Krieger              |                                                      |                                                               |
| Zeke Jäger                  | Takehito Koyasu                                      | Oliver Stritzel                                               |
| Annie Leonhardt             | Yū Shimamura                                         | Marieke Oeffinger                                             |
| Reiner Braun                | Yoshimasa Hosoya                                     | Marios Gavrilis                                               |
| Berthold Fubar              | Tomohisa Hashizu                                     | Tim Knauer                                                    |
| Falco Grice                 | Natsuki Hanae                                        | Patrick Baehr                                                 |
| Colt Grice                  | Masaya Matsukaze                                     | Sebastian Schulz                                              |
| Marcel Galliard             | Masamichi Kitada                                     | Bastian Sierich (Staffel 4)                                   |
| Porco Galliard              | Toshiko Masuda                                       | Nico Sablik                                                   |
| Pieck Finger                | Manami Numakura                                      | Patrizia Carlucci                                             |
| Zivilisten                  |                                                      |                                                               |
| Grisha Jäger                | Hiroshi Tsuchida                                     | Frank Röth                                                    |
| Carla Jäger                 | Yoshino Takamori                                     | Melanie Hinze                                                 |
| Rod Reiss                   | Yusaku Yara                                          | Wolfgang Wagner                                               |

### Musik
Die Musik der Serie und der Filme wurde von Hiroyuki Sawano komponiert.
Für die ersten 13 Episoden wurde im Vorspann Feuerroter Pfeil und Bogen (紅蓮の弓矢, auch Guren no Yumiya) von Linked Horizon verwendet, wobei der deutsche Titel im Original als Umschrift der japanischen Schriftzeichen erscheint und auch die erste Liedtextzeile deutsch ist. Im Abspann kam Utsukushiki Zankoku na Sekai (美しき残酷な世界) gesungen von Yōko Hikasa zum Einsatz. Ab Episode 14 wurde im Vorspann das Lied Die Flügel der Freiheit (自由の翼, auch Jiyū no Tsubasa) von Linked Horizon verwendet, welches ebenfalls deutsche Textstellen enthält und im Abspann „great escape“ gesungen von „cinema staff“.
Die Single Jiyū e no Shingeki (自由への進撃) mit den beiden Vorspanntiteln, die am 10. Juli 2013 in den Handel kam, verkaufte sich in ihrer Erscheinungswoche 129.110-mal, davon allein 58.770 am ersten Tag, womit sie auf Platz 2 der Oricon-Charts startete. Mit schließlich 230.810 Kopien im Jahr 2013 war es die meistverkaufte Anime-Single des Jahres.
Der erste Anime-Film verwendete als Titellied Guren no Zahyō (紅蓮の座標 ‚Feuerrote Koordinate‘) von Linked Horizon und im Abspann Yamanaiame gesungen von Mica Caldito & MPI & Mika Kobayashi. Der zweite Anime-Film verwendete Jiyū no Daishō (自由の代償 ‚Der Preis der Freiheit‘) von Linked Horizon und „theDOGS“ von Hiroyuki Sawano & MPI als Vor- und Abspannlieder.
In Staffel zwei wurde Opfert eure Herzen! (心臓を捧げよう!, auch Shinzō o Sasageyō!) von Linked Horizon als Vorspannlied verwendet und Yūgure no Tori (夕暮れの鳥 ‚Vogel bei Dämmerung‘) von Shinsei Kamattechan im Abspann.
X Japans YOSHIKI steuerte zusammen mit HYDE das Lied Red Swan als Vorspann zur ersten Hälfte der dritten Staffel bei. Linked Horizon kreierte diesmal das Lied Akatsuki no Chinkonka (暁の鎮魂歌, auch Requiem der Morgenröte) als erstes Abspannlied der dritten Staffel. In der zweiten Hälfte von Staffel drei sind Shōkei to Shikabane no Michi (憧憬と屍の道, in etwa ‚Der Weg der Sehnsucht und Leichen‘) von Linked Horizon und Name of Love von cinema staff als Vorspann- und Abspannlied zu hören.
Bei der vierten und finalen Staffel sind mehrere Interpreten beteiligt. Bei den ersten 16 Episoden dienen Boku no Sensō (僕の戦争 ‚Mein Krieg‘, auch My War) von Shinsei Kamattechan und Shōgeki (衝撃 ‚Schock‘) von Yuko Ando als Vor- beziehungsweise Abspannlieder. Für die darauffolgenden zwölf Episoden sind The Rumbling von SiM und Akuma no Ko (悪魔の子 ‚Kind des Teufels‘) von Ai Higuchi zu hören.
Der Abschluss der Serie wurde in Form von zwei langen Specials umgesetzt und besitzen deshalb nur je ein Abspannlied. Beim ersten Special hört man Under the Tree von SiM und beim zweiten Ni Sen-nen... Moshikuwa... ni Man’nengo no Kimi e (二千年... 若しくは... 二万年後の君へ・・・ ‚An dich in 2000 Jahren… oder… in 20000 Jahren…‘) von Linked Horizon. Die Specials wurden in sieben 24-minütige Episoden umgeschnitten, bei denen wiederum andere Interpreten zu hören sind. Als Vorspann hört man Saigo no Kyojin (最後の巨人 ‚Der Letze Titan‘) von Linked Horizon, während das Abspannlied Itterasshai (いってらっしゃい, in etwa ‚Mach’s gut‘) von Ai Higuchi gesungen wird.
| Staffel | Episoden | Titel                                                         | Künstler            |
| ------- | -------- | ------------------------------------------------------------- | ------------------- |
| 1       | 01 – 13  | Guren no Yumiya (Alternativtitel: Feuerroter Pfeil und Bogen) | Linked Horizon      |
| 1       | 14 – 25  | Jiyū no Tsubasa (Alternativtitel: Die Flügel der Freiheit)    | Linked Horizon      |
| 2       | 26 – 37  | Shinzō wo Sasageyo! (Alternativtitel: Opfert eure Herzen!)    | Linked Horizon      |
| 3       | 38 – 49  | Red Swan                                                      | YOSHIKI, HYDE       |
| 3       | 50 – 59  | Shōkei to Shikabane no Michi                                  | Linked Horizon      |
| 4       | 60 – 75  | Boku no Sensō (Alternativtitel: My War)                       | Shinsei Kamattechan |
| 4       | 76 – 87  | The Rumbling                                                  | SiM                 |
| 4       | 88 – 94  | Saigo no Kyojin                                               | Linked Horizon      |

| Staffel | Episoden | Titel                                             | Künstler            |
| ------- | -------- | ------------------------------------------------- | ------------------- |
| 1       | 01 – 13  | Utsukushiki Zankoku na Sekai                      | Yoko Hikasa         |
| 1       | 14 – 25  | great escape                                      | cinema staff        |
| 2       | 26 – 37  | Yūgure no Tori                                    | Shinsei Kamattechan |
| 3       | 38 – 49  | Akatsuki no Chinkonka                             | Linked Horizon      |
| 3       | 50 – 59  | Name of Love                                      | cinema staff        |
| 4       | 60 – 75  | Shōgeki                                           | Yuko Ando           |
| 4       | 76 – 87  | Akuma no Ko                                       | Ai Higuchi          |
| 4       | SP1      | Under the Tree                                    | SiM                 |
| 4       | SP2      | Ni Sen-nen... Moshikuwa... ni Man’nengo no Kimi e | Linked Horizon      |
| 4       | 88 – 94  | Itterasshai                                       | Ai Higuchi          |

## Realfilme
Im Oktober 2011 wurde die Adaption des Manga als Realfilm bekanntgegeben. Im Dezember 2012 verließ Regisseur Tetsuya Nakashima das Projekt wegen Differenzen bezüglich des Drehbuchs. Er wurde dann von Shinji Higuchi als Regisseur abgelöst, wobei das Drehbuch von Yūsuke Watanabe stammt und die Hauptfigur von Haruma Miura gespielt wird. Weitere Hauptrollen spielen Hiroki Hasegawa, Kiko Mizuhara und Kanata Hongo. Das Projekt besteht aus zwei Einzelfilmen deren Erscheinen für Sommer 2015 geplant wurde. Die Handlung weicht dabei teilweise von der Mangavorlage ab. Zu den Filmen erschien eine begleitende dreiteilige Miniserie. Beide Filme wurden für den deutschsprachigen Raum von Eye See Movies lizenziert, im Kino in deutscher Sprache erstaufgeführt und auf DVD und Blu-ray veröffentlicht.
Im Januar 2017 gab es einen ersten Bericht von Deadline.com laut dem das US-Filmstudio Warner Bros. versuche, die Filmrechte an einer neuen Adaption für den Produzenten David Heyman zu erwerben. Dieser Meldung widersprach ein Repräsentant des zuständigen Verlages Kōdansha und wertete den Bericht als „inkorrekt“. Ende Oktober 2018 gab Variety schließlich bekannt, dass Warner Bros. und Kōdansha einen Vertrag zu einer neuen Filmadaption unterzeichneten. Die Regie soll Andy Muschietti (Es (2017)) übernehmen und von David Heyman, Masi Oka und Barbara Muschietti produziert werden.

## Spiele
Mehrere Spiele zum Franchise wurden veröffentlicht:
- Attack on Titan: Humanity in Chains, 2013 für Nintendo 3DS
- A.O.T.: Wings of Freedom, 2016 für Windows, PlayStation 4, PlayStation 3, PlayStation Vita und Xbox One
- Attack on Titan: Deck-Building Game, 2016[73]
- Attack on Titan 2: Future Coordinates, 2017
- Attack on Titan: The Last Stand, 2017 als Brettspiel von Antoine Bauza und Ludovic Maublanc[74]
- A.O.T. 2, Nachfolger zu Wings of Freedom, erschien am 15. März 2018 in Japan und am 20. März 2018 in Europa und Nordamerika für Nintendo Switch, Xbox One, PlayStation 4, PlayStation Vita und Windows
- Attack on Titan, 2019 für iOS[75]
- Attack on Titan: Tactics, 2019 für Android und iOS
- Attack on Titan: Brave Order, 2022 für Android und iOS[76]

## Rezeption
Bereits im ersten Jahr verkaufte sich die Serie über 3 Millionen Mal und seit seiner Veröffentlichung wurde Attack on Titan zu einem Manga-Bestseller, sowohl in Japan als auch international. Waren vor der Ausstrahlung des Anime zum Dezember 2012 noch insgesamt 10 Millionen Exemplare der damals neun Bände verkauft worden, so stieg dies zum August 2013 bei Erscheinen von Band 11 auf 23 Millionen bzw. 20 Millionen nach Angaben von Oricon, sowie mit Erscheinen des 14. Bandes Anfang August 2014 auf 40 Millionen Exemplare an. Band 12 hatte 2013 eine Erstauflage von 2,2 Millionen Exemplaren, der zweitgrößten nach Eiichirō Odas One Piece. So stand auch die gesamte Serie im Jahr 2013 auf Platz 2 in Japan, nach One Piece, ebenso 2014, mit je fast 16 Millionen und über 11 Millionen verkauften Bänden. In den folgenden Jahren lag Attack on Titan auf den Plätzen drei oder vier und 2017 dann wieder auf Platz zwei der Verkaufszahlen, nun mit 6,6 Millionen Verkäufen. Zu ihrem Abschluss 2021 gelangte die Serie mit 7,3 Millionen Verkäufen nochmals auf Platz 4 der jährlichen Manga-Verkaufscharts. In Deutschland verzeichnete die Serie bis 2022 „weit über 1,5 Millionen verkaufte Exemplare“. Bis Januar 2014 verkaufte sich der Manga in den USA 660.000-mal, in Südkorea 530.000-mal und in Taiwan 420.000-mal.
Die Serie wurde 2011 mit dem Kōdansha-Manga-Preis in der Kategorie Shōnen ausgezeichnet. Die englische Ausgabe gewann 2014 den Harvey Award in der Kategorie Best American Edition of Foreign Material („beste amerikanische Veröffentlichung von ausländischem Material“). In Deutschland erhielt die Serie 201 den AnimaniA Award für den besten Manga international. In A Brief History of Manga nennt Helen McCarthy Attack on Titan eine der herausragenden Serien des Jahres 2009 und ein gutes Beispiel für solide, düstere Horrorgeschichten.
Wegen der Ähnlichkeit zwischen den Schauplätzen in Attack on Titan und der Stadt Nördlingen besuchen viele internationale Fans die Stadt in Deutschland. Sie besichtigen insbesondere die Mauern und Türme der mittelalterlichen Stadtmauer. Eine Verbindung zwischen Nördlingen und dem Manga wurde von Hajime Isayama jedoch nicht bestätigt und die Stadt wirbt daher nicht selbst um die Fans als Besucher und hat keine Angebote mit Verbindung zum Manga.